# IV liga polska w piłce nożnej (grupa śląska II)
IV liga – grupa śląska II – jedna z dwóch grup IV ligi na terenie województwa śląskiego, stanowiącej piąty szczebel rozgrywkowy (między III ligą a klasą okręgową) systemu ligowego polskiej piłki nożnej. Organizatorem rozgrywek jest Śląski Związek Piłki Nożnej.
Grupa powstała w 2000, obejmując swym zasięgiem drużyny z południowej części województwa śląskiego. W latach 2000–2008 była częścią czwartego poziomu rozgrywek, zaś od 2008 – piątego poziomu. Mistrz grupy walczył w barażach o awans do III ligi, gr. III z mistrzem grupy I (w latach 2008–2015 uzyskiwał on bezpośredni awans do III ligi, gr. opolsko-śląskiej), natomiast ostatnie drużyny spadały do właściwych terytorialnie grup klasy okręgowej.
W lidze występowało 16 drużyn z południowej i centralnej części województwa śląskiego.
W wyniku reformy rozgrywek od sezonu 2024/2025 istnieje w województwie śląskim jedna grupa IV ligi powstała w wyniku połączenia grupy śląskiej II oraz grupy grupy śląskiej I.

## Dotychczasowi zwycięzcy
| Sezon     | Drużyna                       |
| --------- | ----------------------------- |
| 2000/2001 | Victoria Jaworzno (1)         |
| 2001/2002 | Odra II Wodzisław Śląski (1)  |
| 2002/2003 | Przyszłość Rogów (1)          |
| 2003/2004 | Górnik Jastrzębie Zdrój (1)   |
| 2004/2005 | Koszarawa Żywiec (1)          |
| 2005/2006 | BKS Stal Bielsko-Biała (1)    |
| 2006/2007 | Koszarawa Żywiec (2)          |
| 2007/2008 | Pniówek Pawłowice Śląskie (1) |
| 2008/2009 | Skałka Żabnica (1)            |
| 2009/2010 | Polonia Łaziska Górne (1)     |
| 2010/2011 | Przyszłość Rogów (2)          |
| 2011/2012 | LKS Czaniec (1)               |

| Sezon     | Drużyna                           |
| --------- | --------------------------------- |
| 2012/2013 | Nadwiślan Góra (1)                |
| 2013/2014 | GKS 1962 Jastrzębie (1)           |
| 2014/2015 | LKS Bełk (1)                      |
| 2015/2016 | Unia Turza Śląska (1)             |
| 2016/2017 | LKS Bełk (2)                      |
| 2017/2018 | Polonia Bytom (1)                 |
| 2018/2019 | LKS Czaniec (2)                   |
| 2019/2020 | LKS Goczałkowice Zdrój (1)        |
| 2020/2021 | Odra Wodzisław Śląski (1)         |
| 2021/2022 | GKS II Tychy (1)                  |
| 2022/2023 | Unia Turza Śląska (2)             |
| 2023/2024 | Podbeskidzie II Bielsko-Biała (1) |

## Sezon 2023/2024

### Tabela
| Lp. | Drużyna                               | M  | Z  | R | P  | Bramki | Bramki | Różn. | Pkt | Uwagi               | Bezpośrednio |
| --- | ------------------------------------- | -- | -- | - | -- | ------ | ------ | ----- | --- | ------------------- | ------------ |
| 1   | Podbeskidzie II Bielsko-Biała (M) (B) | 30 | 19 | 6 | 5  | 91     | 37     | +54   | 63  | Baraże o III ligę   |              |
| 2   | Spójnia Landek                        | 30 | 17 | 5 | 8  | 54     | 33     | +21   | 56  |                     |              |
| 3   | Polonia Łaziska Górne                 | 30 | 16 | 6 | 8  | 64     | 35     | +29   | 54  |                     |              |
| 4   | Rekord II Bielsko-Biała               | 30 | 17 | 2 | 11 | 59     | 45     | +14   | 53  |                     |              |
| 5   | LKS Bełk                              | 30 | 15 | 7 | 8  | 66     | 40     | +26   | 52  |                     |              |
| 6   | Gwarek Ornontowice                    | 30 | 14 | 8 | 8  | 59     | 31     | +28   | 50  |                     |              |
| 7   | Odra Wodzisław Śląski                 | 30 | 14 | 7 | 9  | 59     | 48     | +11   | 49  |                     |              |
| 8   | GKS II Tychy                          | 30 | 14 | 6 | 10 | 60     | 41     | +19   | 48  |                     |              |
| 9   | Kuźnia Ustroń                         | 30 | 13 | 8 | 9  | 60     | 46     | +14   | 47  |                     |              |
| 10  | ROW 1964 Rybnik (B)                   | 30 | 12 | 5 | 13 | 57     | 67     | −10   | 41  | Baraże o utrzymanie |              |
| 11  | Tempo Puńców (S)                      | 30 | 11 | 7 | 12 | 54     | 64     | −10   | 40  | Spadek do V ligi    |              |
| 12  | Orzeł Łękawica (S)                    | 30 | 11 | 6 | 13 | 43     | 42     | +1    | 39  | Spadek do V ligi    |              |
| 13  | MRKS Czechowice-Dziedzice (S)         | 30 | 11 | 5 | 14 | 45     | 50     | −5    | 38  | Spadek do V ligi    |              |
| 14  | LKS Czaniec (S)                       | 30 | 5  | 7 | 18 | 41     | 64     | −23   | 22  | Spadek do V ligi    |              |
| 15  | LKS Tworków (S)                       | 30 | 6  | 3 | 21 | 37     | 84     | −47   | 21  | Spadek do V ligi    |              |
| 16  | MKS Lędziny1                          | 30 | 1  | 0 | 29 | 13     | 135    | −122  | 3   | Drużyna wycofana    |              |

### Baraże o awans do III ligi
W barażach o awans wzięli udział mistrzowie obu grup śląskich. Zwycięzca uzyskał awans do III ligi na kolejny sezon. 
| 15 czerwca 2024 11:00 | Podbeskidzie II Bielsko-Biała | 0:2(0:2) | Podlesianka Katowice · 3' Marius Curoș · 14' Przemysław Żemła |  |
|                       |                               |          |                                                               |  |

| 18 czerwca 2024 17:30 | Podlesianka Katowice · 83' Łukasz Winiarczyk | 1:1(0:0) | Podbeskidzie II Bielsko-Biała · 87' Giorgi Merebaszwili |  |
|                       |                                              |          |                                                         |  |

Zwycięzca: Podlesianka Katowice

### Baraże o utrzymanie
W barażach o utrzymanie wzięły udział drużyny z miejsca 10. obu grup śląskich. Zwycięzca utrzymywał się na poziomie IV ligi na następny sezon. 
| 15 czerwca 2024 11:00 | MKS Myszków · ?'? | 1:2(?:?) | ROW 1964 Rybnik · ?'? · ?'? |  |
|                       |                   |          |                             |  |

| 18 czerwca 2024 17:30 | ROW 1964 Rybnik · ?'? · ?'? | 2:2(?:?) | MKS Myszków · ?'? · ?'? |  |
|                       |                             |          |                         |  |

Zwycięzca: ROW 1964 Rybnik

## Sezon 2022/2023
| Lp. | Drużyna                       | M  | Z  | R  | P  | Bramki | Bramki | Różn. | Pkt | Uwagi                       | Bezpośrednio |
| --- | ----------------------------- | -- | -- | -- | -- | ------ | ------ | ----- | --- | --------------------------- | ------------ |
| 1   | Unia Turza Śląska (M) (B)     | 30 | 21 | 3  | 6  | 70     | 36     | +34   | 66  | Baraże o III ligę           |              |
| 2   | Polonia Łaziska Górne         | 30 | 16 | 11 | 3  | 59     | 30     | +29   | 59  |                             |              |
| 3   | LKS Bełk                      | 30 | 15 | 7  | 8  | 65     | 39     | +26   | 52  |                             |              |
| 4   | Gwarek Ornontowice            | 30 | 16 | 3  | 11 | 53     | 52     | +1    | 51  | ORN – TY2 4:2 TY2 – ORN 1:3 |              |
| 5   | GKS II Tychy                  | 30 | 14 | 9  | 7  | 62     | 39     | +23   | 51  | ORN – TY2 4:2 TY2 – ORN 1:3 |              |
| 6   | LKS Czaniec                   | 30 | 14 | 6  | 10 | 59     | 46     | +13   | 48  |                             |              |
| 7   | Podbeskidzie II Bielsko-Biała | 30 | 13 | 8  | 9  | 57     | 42     | +15   | 47  |                             |              |
| 8   | Orzeł Łękawica                | 30 | 12 | 8  | 10 | 44     | 44     | 0     | 44  |                             |              |
| 9   | MRKS Czechowice-Dziedzice     | 30 | 11 | 10 | 9  | 42     | 34     | +8    | 43  |                             |              |
| 10  | ROW 1964 Rybnik               | 30 | 11 | 4  | 15 | 50     | 55     | −5    | 37  | ROW – KUŹ 5:2 KUŹ – ROW 2:1 |              |
| 11  | Kuźnia Ustroń                 | 30 | 11 | 4  | 15 | 42     | 50     | −8    | 37  | ROW – KUŹ 5:2 KUŹ – ROW 2:1 |              |
| 12  | Spójnia Landek                | 30 | 8  | 10 | 12 | 54     | 53     | +1    | 34  |                             |              |
| 13  | MKS Lędziny                   | 30 | 9  | 5  | 16 | 39     | 66     | −27   | 32  |                             |              |
| 14  | Unia Racibórz (S)             | 30 | 8  | 3  | 19 | 40     | 83     | −43   | 27  | Spadek do klasy okręgowej   |              |
| 15  | Błyskawica Drogomyśl (S)      | 30 | 6  | 6  | 18 | 35     | 63     | −28   | 24  | Spadek do klasy okręgowej   |              |
| 16  | Drzewiarz Jasienica (S)       | 30 | 5  | 3  | 22 | 23     | 72     | −49   | 18  | Spadek do klasy okręgowej   |              |

## Sezon 2021/2022

### Tabela
| Lp. | Drużyna                       | M  | Z  | R | P  | Bramki | Bramki | Różn. | Pkt | Uwagi                             | Bezpośrednio                |
| --- | ----------------------------- | -- | -- | - | -- | ------ | ------ | ----- | --- | --------------------------------- | --------------------------- |
| 1   | GKS II Tychy (M) (B)          | 30 | 20 | 4 | 6  | 85     | 29     | +56   | 64  | Baraże o III ligę                 | TY2 – LBE 3:0 LBE – TY2 3:0 |
| 2   | LKS Bełk                      | 30 | 20 | 4 | 6  | 64     | 37     | +27   | 64  |                                   | TY2 – LBE 3:0 LBE – TY2 3:0 |
| 3   | Unia Turza Śląska             | 30 | 17 | 4 | 9  | 64     | 42     | +22   | 55  |                                   |                             |
| 4   | MRKS Czechowice-Dziedzice     | 30 | 16 | 6 | 8  | 64     | 35     | +29   | 54  |                                   |                             |
| 5   | Piast II Gliwice              | 30 | 15 | 7 | 8  | 62     | 42     | +20   | 52  | przeniesienie do grupy śląskiej I |                             |
| 6   | Kuźnia Ustroń                 | 30 | 14 | 8 | 8  | 49     | 36     | +13   | 50  |                                   |                             |
| 7   | LKS Czaniec                   | 30 | 13 | 9 | 8  | 55     | 42     | +13   | 48  |                                   |                             |
| 8   | Orzeł Łękawica                | 30 | 13 | 5 | 12 | 56     | 51     | +5    | 44  |                                   |                             |
| 9   | Spójnia Landek                | 30 | 11 | 8 | 11 | 50     | 47     | +3    | 41  |                                   |                             |
| 10  | Drzewiarz Jasienica           | 30 | 11 | 6 | 13 | 38     | 54     | −16   | 39  |                                   |                             |
| 11  | ROW 1964 Rybnik               | 30 | 10 | 8 | 12 | 64     | 65     | −1    | 38  |                                   |                             |
| 12  | Podbeskidzie II Bielsko-Biała | 30 | 10 | 7 | 13 | 41     | 48     | −7    | 37  |                                   |                             |
| 13  | Unia Książenice2              | 30 | 10 | 4 | 16 | 58     | 74     | −16   | 34  | Drużyna wycofana                  |                             |
| 14  | Czarni Gorzyce (B)            | 30 | 8  | 5 | 17 | 35     | 68     | −33   | 29  | Baraże o utrzymanie               |                             |
| 15  | LKS Bestwina (S)              | 30 | 5  | 3 | 22 | 38     | 84     | −46   | 18  | Spadek do klasy okręgowej         |                             |
| 16  | Czarni-Góral Żywiec1          | 30 | 1  | 4 | 25 | 17     | 86     | −69   | 7   | Drużyna wycofana                  |                             |

### Baraże o utrzymanie
W barażach o utrzymanie zagrać miały 14. drużyny z obu grup śląskim, jednak Czarni Gorzyce zrezygnowali z udziału w barażach, w związku z czym Przemsza Siewierz automatycznie uzyskała utrzymanie.
| 18 czerwca 2022 17:00 | Przemsza Siewierz | 3:0 (w.o)Raport | Czarni Gorzyce |  |
|                       |                   |                 |                |  |

| 21 czerwca 2022 17:00 | Czarni Gorzyce | 0:3 (w.o.)Raport | Przemsza Siewierz |  |
|                       |                |                  |                   |  |

Zwycięzca: Przemsza Siewierz

## Sezon 2020/2021

### Tabela
| Lp. | Drużyna                            | M  | Z  | R | P  | Bramki | Bramki | Różn. | Pkt | Uwagi                       | Bezpośrednio |
| --- | ---------------------------------- | -- | -- | - | -- | ------ | ------ | ----- | --- | --------------------------- | ------------ |
| 1   | Odra Wodzisław Śląski (M) (B)      | 32 | 26 | 1 | 5  | 99     | 38     | +61   | 79  | Baraż o awans do III ligi   |              |
| 2   | Spójnia Landek                     | 32 | 20 | 6 | 6  | 79     | 30     | +49   | 66  |                             |              |
| 3   | GKS II Tychy                       | 32 | 20 | 1 | 11 | 87     | 48     | +39   | 61  | TY2 - UKS 5:2 UKS - TY2 3:1 |              |
| 4   | Unia Książenice                    | 32 | 19 | 4 | 9  | 61     | 51     | +10   | 61  | TY2 - UKS 5:2 UKS - TY2 3:1 |              |
| 5   | LKS Bełk                           | 32 | 17 | 6 | 9  | 60     | 43     | +17   | 57  | LBE - UTU 4:1 UTU - LBE 1:3 |              |
| 6   | Unia Turza Śląska                  | 32 | 17 | 6 | 9  | 74     | 51     | +23   | 57  | LBE - UTU 4:1 UTU - LBE 1:3 |              |
| 7   | Kuźnia Ustroń                      | 32 | 15 | 5 | 12 | 51     | 57     | −6    | 50  |                             |              |
| 8   | Rozwój Katowice                    | 32 | 14 | 5 | 13 | 58     | 45     | +13   | 47  |                             |              |
| 9   | Drzewiarz Jasienica                | 32 | 13 | 6 | 13 | 44     | 50     | −6    | 45  |                             |              |
| 10  | MRKS Czechowice-Dziedzice          | 32 | 12 | 6 | 14 | 50     | 42     | +8    | 42  |                             |              |
| 11  | Podbeskidzie II Bielsko-Biała      | 32 | 11 | 7 | 14 | 69     | 62     | +7    | 40  |                             |              |
| 12  | LKS Czaniec                        | 32 | 11 | 5 | 16 | 45     | 68     | −23   | 38  |                             |              |
| 13  | Orzeł Łękawica                     | 32 | 9  | 8 | 15 | 42     | 53     | −11   | 35  |                             |              |
| 14  | Jedność 32 Przyszowice2 (B)        | 32 | 10 | 4 | 18 | 36     | 64     | −28   | 34  | Baraże o utrzymanie         |              |
| 15  | GKS Radziechowy-Wieprz (S)         | 32 | 8  | 6 | 18 | 35     | 64     | −29   | 30  | Spadek do klasy okręgowej   |              |
| 16  | Iskra Pszczyna (S)                 | 32 | 5  | 2 | 25 | 39     | 101    | −62   | 17  | Spadek do klasy okręgowej   |              |
| 17  | Odra Centrum Wodzisław Śląski1 (S) | 32 | 6  | 0 | 26 | 29     | 91     | −62   | 18  | Drużyna rozwiązana          |              |

### Baraże o III ligę
Po zakończeniu sezonu rozegrano mecz barażowy o prawo gry w III lidze w sezonie 2021/2022 pomiędzy 1. drużyną IV ligi, grupa śląska I a 1. zespołem IV ligi, grupa śląska II. Mecz odbył się 19 czerwca 2021 na stadionie w Wodzisławiu Śląskim oraz 22 czerwca 2021 w Częstochowie. Odra Wodzisław Śląski pokonała Raków II Częstochowa i awansowała do III ligi.

## Sezon 2019/2020
| Lp. | Drużyna                        | M  | Z | R | P  | Bramki | Bramki | Różn. | Pkt | Uwagi                     | Bezpośrednio |
| --- | ------------------------------ | -- | - | - | -- | ------ | ------ | ----- | --- | ------------------------- | ------------ |
| 1   | LKS Goczałkowice Zdrój (M) (B) | 15 | 9 | 4 | 2  | 27     | 17     | +10   | 31  | Baraże o III ligę         |              |
| 2   | GKS II Tychy                   | 15 | 9 | 2 | 4  | 36     | 20     | +16   | 29  |                           |              |
| 3   | Unia Książenice                | 15 | 8 | 3 | 4  | 33     | 26     | +7    | 27  |                           |              |
| 4   | Odra Wodzisław Śląski          | 15 | 8 | 3 | 4  | 31     | 17     | +14   | 27  |                           |              |
| 5   | Drzewiarz Jasienica            | 15 | 8 | 1 | 6  | 29     | 28     | +1    | 25  |                           |              |
| 6   | LKS Czaniec                    | 15 | 7 | 3 | 5  | 21     | 15     | +6    | 24  |                           |              |
| 7   | MRKS Czechowice-Dziedzice      | 15 | 7 | 2 | 6  | 29     | 29     | 0     | 23  |                           |              |
| 8   | Polonia Łaziska Górne          | 15 | 6 | 5 | 4  | 18     | 18     | 0     | 23  |                           |              |
| 9   | LKS Bełk                       | 15 | 7 | 2 | 6  | 25     | 30     | −5    | 23  |                           |              |
| 10  | Kuźnia Ustroń                  | 15 | 7 | 0 | 8  | 28     | 25     | +3    | 21  |                           |              |
| 11  | Podbeskidzie II Bielsko-Biała  | 15 | 6 | 2 | 7  | 21     | 24     | −3    | 20  |                           |              |
| 12  | Spójnia Landek                 | 15 | 5 | 4 | 6  | 17     | 20     | −3    | 19  |                           |              |
| 13  | Odra Centrum Wodzisław Śląski  | 15 | 5 | 1 | 9  | 20     | 35     | −15   | 16  |                           |              |
| 14  | GKS Radziechowy-Wieprz         | 15 | 3 | 5 | 7  | 22     | 27     | −5    | 14  |                           |              |
| 15  | Beskid 09 Skoczów1 (S)         | 15 | 2 | 3 | 10 | 28     | 39     | −11   | 9   | Spadek do klasy okręgowej |              |
| 16  | Wilki Wilcza                   | 15 | 2 | 2 | 11 | 14     | 29     | −15   | 8   |                           |              |

Źródło: 90minut 
Oznaczenia: (M) – tytuł mistrzowski, (A) – awans, (S) – spadek.
Zasady ustalania kolejności: 1. liczba zdobytych punktów w całym cyklu rozgrywek; 2. liczba punktów zdobyta w meczach bezpośrednich; 3. różnica bramek w meczach bezpośrednich; 4. różnica bramek w meczach bezpośrednich – bramki zdobyte na wyjeździe liczone podwójnie; 5. różnica bramek w całym cyklu rozgrywek; 6. liczba zdobytych bramek w całym cyklu rozgrywek. 
Bezpośrednio: stosowane, gdy dwie lub więcej drużyn mają identyczny dorobek punktowy.
Objaśnienia:
* W związku z pandemią koronawirusa Zarząd Śląskiego Związku Piłki Nożnej w Katowicach w dniu 7 maja 2020 roku podjął decyzję o zakończeniu sezonu rozgrywkowego 2019/2020. Kolejność drużyn w tabeli po rozegraniu 15 kolejek meczów przyjęta została jako końcowa kolejność rozgrywek w sezonie 2019/2020.
- Podjęto również decyzję, że z IV ligi do klasy okręgowej nie spadnie żadna drużyna[7].

### Baraże o III ligę
Po zakończeniu sezonu rozegrano mecz barażowy o prawo gry w III lidze w sezonie 2020/2021 pomiędzy 1. drużyną IV ligi, grupa śląska I a 1. zespołem IV ligi, grupa śląska II. Mecz odbył się 20 czerwca 2019 na stadionie w Łaziskach Górnych.
| 20 czerwca 2020 18:00 | Szombierki Bytom | 0:2(po dogrywce)Raport | LKS Goczałkowice Zdrój · 93', 120' Piotr Ćwielong | Łaziska Górne |
|                       |                  |                        |                                                   |               |

Awans do III ligi, grupa III wywalczył LKS Goczałkowice Zdrój.

## Sezon 2018/2019
| Lp. | Drużyna                       | M  | Z  | R  | P  | Bramki | Bramki | Różn. | Pkt | Uwagi                     | Bezpośrednio |
| --- | ----------------------------- | -- | -- | -- | -- | ------ | ------ | ----- | --- | ------------------------- | ------------ |
| 1   | LKS Czaniec (M) (B)           | 30 | 18 | 7  | 5  | 49     | 19     | +30   | 61  | Baraże o III ligę         |              |
| 2   | Drzewiarz Jasienica           | 30 | 17 | 7  | 6  | 52     | 31     | +21   | 58  |                           |              |
| 3   | Kuźnia Ustroń                 | 30 | 17 | 6  | 7  | 63     | 36     | +27   | 57  |                           |              |
| 4   | LKS Bełk                      | 30 | 16 | 6  | 8  | 61     | 43     | +18   | 54  |                           |              |
| 5   | Polonia Łaziska Górne         | 30 | 15 | 7  | 8  | 52     | 38     | +14   | 52  |                           |              |
| 6   | GKS II Tychy                  | 30 | 13 | 12 | 5  | 53     | 39     | +14   | 51  |                           |              |
| 7   | MRKS Czechowice-Dziedzice     | 30 | 14 | 8  | 8  | 52     | 38     | +14   | 50  |                           |              |
| 8   | LKS Goczałkowice Zdrój        | 30 | 12 | 8  | 10 | 52     | 41     | +11   | 44  |                           |              |
| 9   | Wilki Wilcza                  | 30 | 11 | 4  | 15 | 43     | 52     | −9    | 37  |                           |              |
| 10  | Podbeskidzie II Bielsko-Biała | 30 | 10 | 6  | 14 | 41     | 52     | −11   | 36  |                           |              |
| 11  | GKS Radziechowy-Wieprz        | 30 | 9  | 9  | 12 | 36     | 38     | −2    | 36  |                           |              |
| 12  | Odra Centrum Wodzisław Śląski | 30 | 8  | 8  | 14 | 42     | 45     | −3    | 32  |                           |              |
| 13  | Spójnia Landek                | 30 | 7  | 9  | 14 | 36     | 46     | −10   | 30  |                           |              |
| 14  | Unia Racibórz (S)             | 30 | 6  | 9  | 15 | 41     | 58     | −17   | 27  | Spadek do klasy okręgowej |              |
| 15  | Dąb Gaszowice (S)             | 30 | 7  | 5  | 18 | 38     | 71     | −33   | 26  | Spadek do klasy okręgowej |              |
| 16  | Płomień Połomia (S)           | 30 | 4  | 1  | 25 | 35     | 99     | −64   | 13  | Spadek do klasy okręgowej |              |

### Baraże o III ligę
Po zakończeniu sezonu rozegrano dwumecz barażowy o prawo gry w III lidze w sezonie 2019/2020 pomiędzy 1. drużyną IV ligi, grupa śląska I a 1. zespołem IV ligi, grupa śląska II. Mecze odbyły się 15 i 19 czerwca 2019.
| 15 czerwca 2019 17:00 | LKS Czaniec · Ilja Nozdrin-Płotnickij 11' · Kamil Karcz 62' | 2:2(1:2)Raport | Polonia Bytom · 22' Maciej Borycka · 42' Dominik Budzik | Czaniec Widzów: 843 Sędzia: Rafał Rokosz (Katowice) |
|                       | kartki: · Kamil Karcz                                       |                |                                                         |                                                     |

| 19 czerwca 2019 18:00 | Polonia Bytom                                | 0:0(0:0)Raport | LKS Czaniec                                                        | Bytom Widzów: 999 Sędzia: Robert Kowalczyk (Częstochowa) |
|                       | kartki: · Norbert Bębenek · Patryk Stefański |                | kartki: · Maciej Żak · Patryk Marczyński · Ilja Nozdrin-Płotnickij |                                                          |

Awans do III ligi, grupa III wywalczyła Polonia Bytom.

## Sezon 2017/2018
| Lp. | Drużyna                           | M  | Z  | R  | P  | Bramki | Bramki | Różn. | Pkt | Uwagi                     | Bezpośrednio |
| --- | --------------------------------- | -- | -- | -- | -- | ------ | ------ | ----- | --- | ------------------------- | ------------ |
| 1   | Polonia Bytom (M) (B)             | 30 | 20 | 4  | 6  | 72     | 39     | +33   | 64  | Baraże o III ligę         |              |
| 2   | LKS Bełk                          | 30 | 16 | 8  | 6  | 67     | 44     | +23   | 56  |                           |              |
| 3   | LKS Czaniec                       | 30 | 13 | 12 | 5  | 43     | 28     | +15   | 51  |                           |              |
| 4   | GKS Radziechowy-Wieprz            | 30 | 15 | 5  | 10 | 69     | 54     | +15   | 50  |                           |              |
| 5   | Odra Centrum Wodzisław Śląski     | 30 | 12 | 12 | 6  | 46     | 29     | +17   | 48  |                           |              |
| 6   | Wilki Wilcza                      | 30 | 13 | 6  | 11 | 56     | 54     | +2    | 45  |                           |              |
| 7   | GKS II Tychy                      | 30 | 12 | 6  | 12 | 74     | 58     | +16   | 42  |                           |              |
| 8   | LKS Goczałkowice Zdrój            | 30 | 10 | 11 | 9  | 46     | 53     | −7    | 41  |                           |              |
| 9   | Dąb Gaszowice                     | 30 | 10 | 8  | 12 | 54     | 58     | −4    | 38  |                           |              |
| 10  | Drzewiarz Jasienica               | 30 | 11 | 5  | 14 | 45     | 60     | −15   | 38  |                           |              |
| 11  | Unia Racibórz                     | 30 | 9  | 7  | 14 | 53     | 60     | −7    | 34  |                           |              |
| 12  | Spójnia Landek                    | 30 | 9  | 7  | 14 | 43     | 52     | −9    | 34  |                           |              |
| 13  | Podbeskidzie II Bielsko-Biała (B) | 30 | 9  | 6  | 15 | 42     | 54     | −12   | 33  | Baraże o IV ligę          |              |
| 14  | Kuźnia Ustroń                     | 30 | 8  | 9  | 13 | 48     | 51     | −3    | 33  | Spadek do klasy okręgowej |              |
| 15  | Beskid 09 Skoczów                 | 30 | 6  | 9  | 15 | 38     | 72     | −34   | 27  | Spadek do klasy okręgowej |              |
| 16  | MKS Lędziny                       | 30 | 5  | 9  | 16 | 48     | 78     | −30   | 24  | Spadek do klasy okręgowej |              |

### Baraże o III ligę
Po zakończeniu sezonu rozegrano dwumecz barażowy o prawo gry w III lidze w sezonie 2018/2019 pomiędzy 1. drużyną IV ligi, grupa śląska I a 11. zespołem IV ligi, grupa śląska II. Mecze odbyły się 16 i 20 czerwca 2018.
| 16 czerwca 2017 17:00 | Polonia Bytom · Hubert Tylec 37' | 1:1(1:0)Raport | Ruch Radzionków · 77' Andrzej Piecuch | Stadion Polonii (Bytom) Widzów: 1850 Sędzia: Rafał Rokosz (Katowice) |
|                       |                                  |                | kartki: · Kamnil Banaś                |                                                                      |

| 20 czerwca 2017 18:00 | Ruch Radzionków · Andrzej Piecuch 70' · Robert Wojsyk 80' (k) | 2:1(0:1)Raport | Polonia Bytom · 21' Marcin Lachowski                           | Stadion Ruchu (Radzionków) Widzów: 800 Sędzia: Tomasz Wajda (Żywiec) |
|                       | kartki: · Michał Staszowski · Robert Wojsyk                   |                | kartki: · Norbert Radkiewicz · Michał Chrabąszcz · Michał Szal |                                                                      |

Wynik dwumeczu – 3:2 dla Ruchu Radzionków.
Awans na czwarty poziom rozgrywkowy wywalczył Ruch Radzionków.

### Baraże o IV ligę
Po zakończeniu sezonu rozegrano mecz o utrzymanie się w IV lidze w sezonie 2018/2019 pomiędzy 13. drużyną IV ligi, grupa śląska I a 13. zespołem IV ligi, grupa śląska II. Mecz odbył się 23 czerwca 2018.
| 23 czerwca 2018 12:00 | Raków II Częstochowa · Przemysław Mizgała 35' · Piotr Kiński 85' | 2:3(1:2)Raport | Podbeskidzie II Bielsko-Biała · 26', 80' Peter Sládek · 36' Szymon Królak | Ruda Śląska Widzów: 25 |
|                       |                                                                  |                |                                                                           |                        |

Na piątym poziomie ligowym utrzymało się Podbeskidzie II Bielsko-Biała.

## Sezon 2016/2017
| Lp. | Drużyna                       | M  | Z  | R  | P  | Bramki | Bramki | Różn. | Pkt | Uwagi                       | Bezpośrednio |
| --- | ----------------------------- | -- | -- | -- | -- | ------ | ------ | ----- | --- | --------------------------- | ------------ |
| 1   | LKS Bełk (M) (B)              | 34 | 23 | 6  | 5  | 92     | 33     | +59   | 75  | Baraże o III ligę           |              |
| 2   | GKS Radziechowy-Wieprz        | 34 | 20 | 10 | 4  | 84     | 30     | +54   | 70  |                             |              |
| 3   | LKS Czaniec                   | 34 | 18 | 9  | 7  | 60     | 34     | +26   | 63  |                             |              |
| 4   | Podbeskidzie II Bielsko-Biała | 34 | 18 | 7  | 9  | 60     | 41     | +19   | 61  |                             |              |
| 5   | MKS Lędziny                   | 34 | 17 | 7  | 10 | 55     | 38     | +17   | 58  |                             |              |
| 6   | Drzewiarz Jasienica           | 34 | 16 | 7  | 11 | 75     | 49     | +26   | 55  |                             |              |
| 7   | Unia Racibórz                 | 34 | 16 | 5  | 13 | 59     | 63     | −4    | 53  | UNR – PŁG 3:2 PŁG – UNR 0:0 |              |
| 8   | Polonia Łaziska Górne         | 34 | 15 | 8  | 11 | 70     | 47     | +23   | 53  | UNR – PŁG 3:2 PŁG – UNR 0:0 |              |
| 9   | Gwarek Ornontowice            | 34 | 16 | 3  | 15 | 56     | 53     | +3    | 51  |                             |              |
| 10  | Beskid 09 Skoczów             | 34 | 14 | 7  | 13 | 52     | 52     | 0     | 49  |                             |              |
| 11  | Wilki Wilcza                  | 34 | 15 | 3  | 16 | 52     | 51     | +1    | 48  |                             |              |
| 12  | Szczakowianka Jaworzno        | 34 | 13 | 8  | 13 | 52     | 52     | 0     | 47  |                             |              |
| 13  | Concordia Knurów1             | 34 | 13 | 7  | 14 | 64     | 62     | +2    | 46  | Drużyna wycofana            |              |
| 14  | Spójnia Landek (B)            | 34 | 12 | 9  | 13 | 42     | 45     | −3    | 45  | Baraże o utrzymanie         |              |
| 15  | Iskra Pszczyna (S)            | 34 | 9  | 8  | 17 | 43     | 54     | −11   | 35  | Spadek do klasy okręgowej   |              |
| 16  | Granica Ruptawa (S)           | 34 | 6  | 5  | 23 | 35     | 79     | −44   | 23  | Spadek do klasy okręgowej   |              |
| 17  | Orzeł Mokre (S)               | 34 | 4  | 8  | 22 | 28     | 70     | −42   | 20  | Spadek do klasy okręgowej   |              |
| 18  | Krupiński Suszec (S)          | 34 | 2  | 1  | 31 | 22     | 147    | −125  | 7   | Spadek do klasy okręgowej   |              |

### Baraże o III ligę
Po zakończeniu sezonu rozegrano dwumecz barażowy o udział w III lidze w sezonie 2017/2018 pomiędzy 1. drużyną IV ligi, grupa śląska I a 1. zespołem IV ligi, grupa śląska II. Mecze odbyły się 17 i 21 czerwca 2017.
Awans na czwarty poziom rozgrywkowy wywalczył Gwarek Tarnowskie Góry.
| 17 czerwca 2017 17:00 | Gwarek Tarnowskie Góry · Dawid Jarka 13', 61' · Sławomir Pach 27' · Dawid Hewlik 80' | 4:0(2:0)Raport | LKS Bełk                                 | Tarnowskie Góry Widzów: 800 Sędzia: Daniel Kruczyński (Żywiec) |
|                       | kartki: · Mateusz Śliwa · Patryk Timochina · Dawid Jarka                             |                | kartki: · Michał Stryczek · Rafał Grzech |                                                                |

| 21 czerwca 2017 18:00 | LKS Bełk · Wojciech Orzech 38'                                    | 1:0(1:0)Raport | Gwarek Tarnowskie Góry                                                                                           | Bełk Widzów: 600 Sędzia: Dawid Bukowczan (Żywiec) |
|                       | kartki: · Dawid Semeniuk · Grzegorz Jasiczek · Wojciech Rasak 90' |                | kartki: · Bartłomiej Cymerys · Mateusz Górka · Alexander Mrozek · Mateusz Śliwa · Rafał Kuliński · Sławomir Pach |                                                   |

Wynik dwumeczu – 4:1 dla Gwarka Tarnowskie Góry.

### Baraże o IV ligę
Po zakończeniu sezonu rozegrano dwumecz barażowy o utrzymanie się w IV lidze w sezonie 2017/2018 pomiędzy 14. drużyną IV ligi, grupa śląska I a 14. zespołem IV ligi, grupa śląska II. Mecze odbyły się 21 i 24 czerwca 2017.
Na piątym poziomie ligowym utrzymała się Spójnia Landek.
| 21 czerwca 2017 18:00 | Slavia Ruda Śląska | 0:0(0:0)Raport | Spójnia Landek |  |
|                       |                    |                |                |  |

| 24 czerwca 2017 17:00 | Spójnia Landek · Damian Sanetra 22' · Rzuchowski 51', 75' | 2:0(1:0)Raport | Slavia Ruda Śląska | Widzów: 150 |
|                       |                                                           |                |                    |             |

Wynik dwumeczu – 2:0 dla Spójni Landek.

## Sezon 2015/2016
| Lp. | Drużyna                   | M  | Z  | R  | P  | Bramki | Bramki | Różn. | Pkt | Uwagi                     | Bezpośrednio |
| --- | ------------------------- | -- | -- | -- | -- | ------ | ------ | ----- | --- | ------------------------- | ------------ |
| 1   | Unia Turza Śląska (M) (B) | 30 | 19 | 7  | 4  | 54     | 27     | +27   | 64  | Baraże o III ligę         |              |
| 2   | Polonia Łaziska Górne     | 30 | 17 | 7  | 6  | 65     | 33     | +32   | 58  |                           |              |
| 3   | GKS Radziechowy-Wieprz    | 30 | 16 | 4  | 10 | 43     | 36     | +7    | 52  |                           |              |
| 4   | Drzewiarz Jasienica       | 30 | 14 | 5  | 11 | 53     | 37     | +16   | 47  |                           |              |
| 5   | Spójnia Landek            | 30 | 13 | 7  | 10 | 46     | 36     | +10   | 46  |                           |              |
| 6   | Iskra Pszczyna            | 30 | 13 | 6  | 11 | 43     | 33     | +10   | 45  |                           |              |
| 7   | GKS II Tychy              | 30 | 13 | 4  | 13 | 62     | 39     | +23   | 43  |                           |              |
| 8   | Granica Ruptawa           | 30 | 10 | 10 | 10 | 46     | 45     | +1    | 40  |                           |              |
| 9   | Krupiński Suszec          | 30 | 11 | 6  | 13 | 34     | 37     | −3    | 39  |                           |              |
| 10  | Szczakowianka Jaworzno    | 30 | 9  | 11 | 10 | 43     | 44     | −1    | 38  |                           |              |
| 11  | Unia Racibórz             | 30 | 10 | 7  | 13 | 49     | 49     | 0     | 37  |                           |              |
| 12  | Gwarek Ornontowice        | 30 | 9  | 9  | 12 | 34     | 42     | −8    | 36  |                           |              |
| 13  | Jedność 32 Przyszowice    | 30 | 9  | 8  | 13 | 40     | 56     | −16   | 35  |                           |              |
| 14  | GTS Bojszowy              | 30 | 9  | 7  | 14 | 30     | 53     | −23   | 34  |                           |              |
| 15  | ROW 1964 II Rybnik (S)    | 30 | 7  | 5  | 18 | 34     | 82     | −48   | 26  | Spadek do klasy okręgowej |              |
| 16  | Forteca Świerklany (S)    | 30 | 6  | 7  | 17 | 29     | 56     | −27   | 25  | Spadek do klasy okręgowej |              |

## Sezon 2014/2015
| Lp. | Drużyna                  | M  | Z  | R | P  | Bramki | Bramki | Różn. | Pkt | Uwagi                     | Bezpośrednio |
| --- | ------------------------ | -- | -- | - | -- | ------ | ------ | ----- | --- | ------------------------- | ------------ |
| 1   | LKS Bełk1 (M) (B)        | 30 | 25 | 4 | 1  | 89     | 16     | +73   | 79  | Baraże o III ligę         |              |
| 2   | Drzewiarz Jasienica      | 30 | 16 | 7 | 7  | 54     | 25     | +29   | 55  |                           |              |
| 3   | Forteca Świerklany       | 30 | 16 | 7 | 7  | 39     | 30     | +9    | 55  |                           |              |
| 4   | Jedność 32 Przyszowice   | 30 | 14 | 7 | 9  | 67     | 51     | +16   | 49  |                           |              |
| 5   | Gwarek Ornontowice       | 30 | 12 | 7 | 11 | 48     | 50     | −2    | 43  |                           |              |
| 6   | Szczakowianka Jaworzno   | 30 | 13 | 4 | 13 | 53     | 39     | +14   | 43  |                           |              |
| 7   | Iskra Pszczyna           | 30 | 13 | 4 | 13 | 47     | 52     | −5    | 43  |                           |              |
| 8   | Unia Turza Śląska        | 30 | 12 | 7 | 11 | 49     | 35     | +14   | 43  |                           |              |
| 9   | Unia Racibórz            | 30 | 11 | 9 | 10 | 55     | 65     | −10   | 42  |                           |              |
| 10  | Krupiński Suszec         | 30 | 12 | 5 | 13 | 40     | 41     | −1    | 41  |                           |              |
| 11  | GTS Bojszowy             | 30 | 11 | 8 | 11 | 32     | 45     | −13   | 41  |                           |              |
| 12  | GKS II Katowice          | 30 | 11 | 7 | 12 | 51     | 40     | +11   | 40  |                           |              |
| 13  | GKS Radziechowy-Wieprz   | 30 | 11 | 5 | 14 | 50     | 50     | 0     | 38  |                           |              |
| 14  | Czarni-Góral Żywiec (S)  | 30 | 8  | 5 | 17 | 33     | 62     | −29   | 29  | Spadek do klasy okręgowej |              |
| 15  | Podlesianka Katowice (S) | 30 | 6  | 4 | 20 | 31     | 63     | −32   | 22  | Spadek do klasy okręgowej |              |
| 16  | Górnik Pszów (S)         | 30 | 3  | 2 | 25 | 19     | 93     | −74   | 11  | Spadek do klasy okręgowej |              |

## Sezon 2013/2014
| Lp. | Drużyna                     | M  | Z  | R  | P  | Bramki | Bramki | Różn. | Pkt | Uwagi                     | Bezpośrednio |
| --- | --------------------------- | -- | -- | -- | -- | ------ | ------ | ----- | --- | ------------------------- | ------------ |
| 1   | GKS 1962 Jastrzębie (M) (A) | 30 | 25 | 3  | 2  | 100    | 18     | +82   | 78  | Awans do III ligi         |              |
| 2   | Iskra Pszczyna              | 30 | 18 | 6  | 6  | 73     | 45     | +28   | 60  |                           |              |
| 3   | GTS Bojszowy                | 30 | 15 | 7  | 8  | 57     | 47     | +10   | 52  |                           |              |
| 4   | Jedność 32 Przyszowice      | 30 | 15 | 6  | 9  | 65     | 58     | +7    | 51  |                           |              |
| 5   | Gwarek Ornontowice          | 30 | 15 | 4  | 11 | 64     | 40     | +24   | 49  |                           |              |
| 6   | Krupiński Suszec            | 30 | 14 | 6  | 10 | 46     | 32     | +14   | 48  |                           |              |
| 7   | Czarni-Góral Żywiec         | 30 | 14 | 5  | 11 | 69     | 68     | +1    | 47  |                           |              |
| 8   | GKS II Katowice             | 30 | 12 | 7  | 11 | 69     | 59     | +10   | 43  |                           |              |
| 9   | Górnik Pszów                | 30 | 11 | 5  | 14 | 52     | 62     | −10   | 38  |                           |              |
| 10  | Drzewiarz Jasienica         | 30 | 9  | 10 | 11 | 40     | 46     | −6    | 37  |                           |              |
| 11  | Podlesianka Katowice        | 30 | 10 | 6  | 14 | 45     | 64     | −19   | 36  |                           |              |
| 12  | Forteca Świerklany          | 30 | 8  | 8  | 14 | 45     | 51     | −6    | 32  |                           |              |
| 13  | Unia Racibórz               | 30 | 9  | 5  | 16 | 51     | 66     | −15   | 32  |                           |              |
| 14  | KS Wisła (S)                | 30 | 7  | 6  | 17 | 40     | 84     | −44   | 27  | Spadek do klasy okręgowej |              |
| 15  | AKS Mikołów (S)             | 30 | 8  | 1  | 21 | 33     | 76     | −43   | 25  | Spadek do klasy okręgowej |              |
| 16  | Spójnia Landek (S)          | 30 | 3  | 9  | 18 | 30     | 63     | −33   | 18  | Spadek do klasy okręgowej |              |

## Sezon 2012/2013

### Tabela
| Lp. | Drużyna                       | M  | Z  | R  | P  | Bramki | Bramki | Różn. | Pkt | Uwagi                       | Bezpośrednio |
| --- | ----------------------------- | -- | -- | -- | -- | ------ | ------ | ----- | --- | --------------------------- | ------------ |
| 1   | Nadwiślan Góra (M) (A)        | 30 | 21 | 4  | 5  | 93     | 35     | +58   | 67  | Awans do III ligi           |              |
| 2   | Rekord Bielsko-Biała (B)      | 30 | 20 | 4  | 6  | 79     | 31     | +48   | 64  | Baraże o awans do III ligi  |              |
| 3   | GKS 1962 Jastrzębie           | 30 | 18 | 7  | 5  | 69     | 32     | +37   | 61  |                             |              |
| 4   | KS Wisła                      | 30 | 15 | 5  | 10 | 44     | 42     | +2    | 50  |                             |              |
| 5   | Iskra Pszczyna                | 30 | 15 | 3  | 12 | 57     | 38     | +19   | 48  | ISK – CGŻ 0:1 CGŻ – ISK 1:2 |              |
| 6   | Czarni-Góral Żywiec           | 30 | 15 | 3  | 12 | 63     | 48     | +15   | 48  | ISK – CGŻ 0:1 CGŻ – ISK 1:2 |              |
| 7   | Drzewiarz Jasienica           | 30 | 13 | 7  | 10 | 61     | 49     | +12   | 46  | DRZ – PRZ 4:1 PRZ – DRZ 3:3 |              |
| 8   | Jedność 32 Przyszowice        | 30 | 14 | 4  | 12 | 68     | 66     | +2    | 46  | DRZ – PRZ 4:1 PRZ – DRZ 3:3 |              |
| 9   | Gwarek Ornontowice            | 30 | 11 | 10 | 9  | 56     | 53     | +3    | 43  |                             |              |
| 10  | GKS II Katowice               | 30 | 12 | 5  | 13 | 52     | 55     | −3    | 41  |                             |              |
| 11  | Forteca Świerklany            | 30 | 10 | 8  | 12 | 39     | 48     | −9    | 38  |                             |              |
| 12  | AKS Mikołów                   | 30 | 10 | 7  | 13 | 43     | 44     | −1    | 37  |                             |              |
| 13  | GTS Bojszowy                  | 30 | 9  | 6  | 15 | 51     | 52     | −1    | 33  |                             |              |
| 14  | Unia Racibórz (B)             | 30 | 10 | 2  | 18 | 34     | 76     | −42   | 32  | Baraże o utrzymanie         |              |
| 15  | Polonia Marklowice (S)        | 30 | 7  | 3  | 20 | 27     | 71     | −44   | 24  | Spadek do klasy okręgowej   |              |
| 16  | MRKS Czechowice-Dziedzice (S) | 30 | 0  | 2  | 28 | 15     | 111    | −96   | 2   | Spadek do klasy okręgowej   |              |

### Baraże o awans do III ligi
W barażu o awans do III ligi wzięli udział wicemistrzowie obu grup śląskich. Zwycięzca awansował do III ligi na sezon 2013/14.
| 30 czerwca 2013 | Rekord Bielsko-Biała | 1:1 k. 5:3    | Górnik Piaski      |  |
| 17:00           | 41' Dawid Ogrocki    | (1:0, k. 5:3) | 46' Łukasz Stępień |  |

Zwycięzca: Rekord Bielsko-Biała

### Baraże o utrzymanie w IV lidze
W barażu o utrzymanie w IV lidze wzięły udział drużyny z 14. miejsc w obu grupach śląskich. Zwycięzca uzyskiwał utrzymanie w IV lidze, natomiast przegrany spadł do klasy okręgowej.
| 29 czerwca 2013 | Victoria Częstochowa   | 1:5   | Unia Racibórz                                                                                         |  |
| 12:00           | 36' Łukasz Śliwakowski | (1:2) | 13' Jacek Selera · 37' Mirosław Pniewski · 73' Kamil Knura · 76' Roman Kowalczyk · 90' Marek Prusicki |  |

Zwycięzca: Unia Racibórz

## Sezon 2011/2012
| Uczestnicy poprzedniej edycji | Uczestnicy poprzedniej edycji | Uczestnicy poprzedniej edycji | Uczestnicy poprzedniej edycji |
| ----------------------------- | ----------------------------- | ----------------------------- | ----------------------------- |
| REK                           | Rekord Bielsko-Biała          | 2                             |                               |
| MRK                           | MRKS Czechowice-Dziedzice     | 3                             |                               |
| CZN                           | LKS Czaniec                   | 4                             |                               |
| NAG                           | Nadwiślan Góra                | 5                             |                               |
| PO2                           | Podbeskidzie II Bielsko-Biała | 6                             |                               |
| MIK                           | AKS Mikołów                   | 7                             |                               |
| ORN                           | Gwarek Ornontowice            | 8                             |                               |
| BOJ                           | GTS Bojszowy                  | 9                             |                               |
| MKL                           | Polonia Marklowice            | 11                            |                               |
| UNR                           | Unia Racibórz                 | 12                            |                               |
| RYD                           | Naprzód Rydułtowy             | 13                            |                               |
| ŻOR                           | KS Żory                       | 14                            |                               |

| Awans z klasy okręgowej 2010/2011                                                                             | Awans z klasy okręgowej 2010/2011 | Awans z klasy okręgowej 2010/2011 | Awans z klasy okręgowej 2010/2011 |
| --- | --------------------------------- | --------------------------------- | --------------------------------- |
| grupa bielska                                                                                                 |                                   |                                   |                                   |
| WSŁ | KS Wisła                          | 1                                 |                                   |
| CGŻ | Czarni-Góral Żywiec               | 2                                 |                                   |
| grupa katowicka I                                                                                             |                                   |                                   |                                   |
| ISK | Iskra Pszczyna                    | 1                                 |                                   |
| grupa katowicka III                                                                                           |                                   |                                   |                                   |
| JAS | GKS 1962 Jastrzębie               | 1                                 |                                   |
| Oznaczenia: - kolumna pierwsza – skróty nazw drużyn, - kolumna trzecia – miejsce zajęte w poprzednim sezonie. |                                   |                                   |                                   |

| Lp. | Drużyna                       | M  | Z  | R | P  | Bramki | Bramki | Różn. | Pkt | Uwagi                     | Bezpośrednio |
| --- | ----------------------------- | -- | -- | - | -- | ------ | ------ | ----- | --- | ------------------------- | ------------ |
| 1   | LKS Czaniec (M) (A)           | 30 | 21 | 6 | 3  | 59     | 20     | +39   | 69  | Awans do III ligi         |              |
| 2   | Rekord Bielsko-Biała          | 30 | 22 | 2 | 6  | 89     | 35     | +54   | 68  |                           |              |
| 3   | Podbeskidzie II Bielsko-Biała | 30 | 20 | 7 | 3  | 89     | 36     | +53   | 67  |                           |              |
| 4   | Nadwiślan Góra                | 30 | 17 | 5 | 8  | 69     | 45     | +24   | 56  |                           |              |
| 5   | GKS 1962 Jastrzębie           | 30 | 15 | 8 | 7  | 59     | 46     | +13   | 53  |                           |              |
| 6   | Iskra Pszczyna                | 30 | 13 | 8 | 9  | 57     | 40     | +17   | 47  |                           |              |
| 7   | Czarni-Góral Żywiec           | 30 | 11 | 9 | 10 | 48     | 38     | +10   | 42  |                           |              |
| 8   | AKS Mikołów                   | 30 | 12 | 5 | 13 | 42     | 42     | 0     | 41  |                           |              |
| 9   | GTS Bojszowy                  | 30 | 11 | 6 | 13 | 55     | 51     | +4    | 39  |                           |              |
| 10  | Gwarek Ornontowice            | 30 | 9  | 8 | 13 | 42     | 52     | −10   | 35  | ORN-MKL 2:1 MKL-ORN 4:4   |              |
| 11  | Polonia Marklowice            | 30 | 9  | 8 | 13 | 51     | 69     | −18   | 35  | ORN-MKL 2:1 MKL-ORN 4:4   |              |
| 12  | KS Wisła                      | 30 | 9  | 6 | 15 | 39     | 46     | −7    | 33  |                           |              |
| 13  | MRKS Czechowice-Dziedzice     | 30 | 7  | 6 | 17 | 32     | 61     | −29   | 27  |                           |              |
| 14  | Unia Racibórz                 | 30 | 7  | 4 | 19 | 47     | 79     | −32   | 25  |                           |              |
| 15  | Naprzód Rydułtowy (S)         | 30 | 3  | 9 | 18 | 25     | 80     | −55   | 18  | Spadek do klasy okręgowej |              |
| 16  | KS Żory (S)                   | 30 | 2  | 7 | 21 | 22     | 85     | −63   | 13  | Spadek do klasy okręgowej |              |

## Sezon 2010/2011
| Uczestnicy poprzedniej edycji | Uczestnicy poprzedniej edycji |
| ----------------------------- | ----------------------------- |
| Gwarek Ornontowice            | 2                             |
| MRKS Czechowice-Dziedzice     | 3                             |
| Przyszłość Rogów              | 4                             |
| LKS Czaniec                   | 5                             |
| Zapora Porąbka                | 6                             |
| Rekord Bielsko-Biała          | 8                             |
| Grunwald Ruda Śląska          | 9                             |

| Uczestnicy poprzedniej edycji  | Uczestnicy poprzedniej edycji |
| ------------------------------ | ----------------------------- |
| KS Żory                        | 10                            |
| Polonia Marklowice             | 11                            |
| Unia Racibórz                  | 12                            |
| GTS Bojszowy                   | 13                            |
| AKS Mikołów                    | 14                            |
| Drużyna dołączona do rozgrywek |                               |
| Odra II Wodzisław Śląski       | –                             |

| Awans z klasy okręgowej 2009/2010 | Awans z klasy okręgowej 2009/2010 |
| --------------------------------- | --------------------------------- |
| grupa bielska                     |                                   |
| Podbeskidzie II Bielsko-Biała     | 1                                 |
| grupa katowicka I                 |                                   |
| Nadwiślan Góra                    | 1                                 |
| grupa katowicka III               |                                   |
| Naprzód Rydułtowy                 | 1                                 |
| grupa katowicka IV                |                                   |
| Carbo Gliwice                     | 1                                 |

Uwaga: Odra II Wodzisław Śląski wycofała się z rozgrywek po 9. kolejce.
| Lp. | Drużyna                       | M  | Z  | R  | P  | Bramki | Bramki | Różn. | Pkt | Uwagi                     | Bezpośrednio                     |
| --- | ----------------------------- | -- | -- | -- | -- | ------ | ------ | ----- | --- | ------------------------- | -------------------------------- |
| 1   | Przyszłość Rogów (M) (A)      | 30 | 20 | 6  | 4  | 50     | 22     | +28   | 66  | Awans do III ligi         |                                  |
| 2   | Rekord Bielsko-Biała          | 30 | 19 | 5  | 6  | 77     | 31     | +46   | 62  |                           |                                  |
| 3   | MRKS Czechowice-Dziedzice     | 30 | 17 | 8  | 5  | 71     | 35     | +36   | 59  |                           |                                  |
| 4   | LKS Czaniec                   | 30 | 16 | 6  | 8  | 46     | 32     | +14   | 54  |                           |                                  |
| 5   | Nadwiślan Góra                | 30 | 14 | 7  | 9  | 61     | 48     | +13   | 49  |                           |                                  |
| 6   | Podbeskidzie II Bielsko-Biała | 30 | 13 | 9  | 8  | 66     | 42     | +24   | 48  |                           |                                  |
| 7   | AKS Mikołów                   | 30 | 13 | 6  | 11 | 44     | 40     | +4    | 45  |                           |                                  |
| 8   | Gwarek Ornontowice            | 30 | 11 | 8  | 11 | 47     | 56     | −9    | 41  |                           |                                  |
| 9   | GTS Bojszowy                  | 30 | 11 | 7  | 12 | 59     | 64     | −5    | 40  |                           |                                  |
| 10  | Grunwald Ruda Śląska1         | 30 | 8  | 10 | 12 | 61     | 57     | +4    | 34  | Przeniesiona do grupy I   | GRŚ: 9 pkt MAR: 6 pkt URA: 3 pkt |
| 11  | Polonia Marklowice            | 30 | 8  | 10 | 12 | 35     | 40     | −5    | 34  |                           | GRŚ: 9 pkt MAR: 6 pkt URA: 3 pkt |
| 12  | Unia Racibórz                 | 30 | 10 | 4  | 16 | 43     | 72     | −29   | 34  |                           | GRŚ: 9 pkt MAR: 6 pkt URA: 3 pkt |
| 13  | Naprzód Rydułtowy             | 30 | 8  | 6  | 16 | 48     | 71     | −23   | 30  |                           |                                  |
| 14  | KS Żory                       | 30 | 6  | 9  | 15 | 35     | 55     | −20   | 27  |                           |                                  |
| 15  | Zapora Porąbka1 (S)           | 30 | 5  | 7  | 18 | 34     | 77     | −43   | 22  | Spadek do klasy okręgowej |                                  |
| 16  | Carbo Gliwice (S)             | 30 | 3  | 8  | 19 | 38     | 73     | −35   | 17  | Spadek do klasy okręgowej |                                  |
| –   | Odra II Wodzisław Śląski2 (S) | 0  | 0  | 0  | 0  | 0      | 0      | 0     | 0   | Drużyna rozwiązana        |                                  |

## Sezon 2009/2010
| Uczestnicy poprzedniej edycji | Uczestnicy poprzedniej edycji |
| ----------------------------- | ----------------------------- |
| Przyszłość Rogów              | 2                             |
| Polonia Łaziska Górne         | 3                             |
| Polonia Marklowice            | 4                             |
| Gwarek Ornontowice            | 5                             |
| Zapora Porąbka                | 6                             |
| Concordia Knurów              | 8                             |
| GTS Bojszowy                  | 9                             |
| LKS Czaniec                   | 10                            |

| Uczestnicy poprzedniej edycji | Uczestnicy poprzedniej edycji |
| ----------------------------- | ----------------------------- |
| Unia Racibórz                 | 11                            |
| Rekord Bielsko-Biała          | 12                            |
| Grunwald Ruda Śląska          | 13                            |
| Górnik Pszów                  | 14                            |
| Zwycięzca baraży o IV ligę    |                               |
| grupa śląska I                |                               |
| Unia Rędziny                  | 15                            |

| Awans z klasy okręgowej 2008/2009 | Awans z klasy okręgowej 2008/2009 |
| --------------------------------- | --------------------------------- |
| grupa bielska                     |                                   |
| MRKS Czechowice-Dziedzice         | 1                                 |
| grupa katowicka I                 |                                   |
| AKS Mikołów                       | 1                                 |
| grupa katowicka III               |                                   |
| KS Żory                           | 1                                 |

Uwaga: Unia Rędziny została dołączona do grupy II, gdyż wycofały się z niej rezerwy GKS Jastrzębie.
| Lp. | Drużyna                       | M  | Z  | R  | P  | Bramki | Bramki | Różn. | Pkt | Uwagi                            | Bezpośrednio            |
| --- | ----------------------------- | -- | -- | -- | -- | ------ | ------ | ----- | --- | -------------------------------- | ----------------------- |
| 1   | Polonia Łaziska Górne (M) (A) | 30 | 21 | 6  | 3  | 60     | 16     | +44   | 69  | Awans do III ligi                |                         |
| 2   | Gwarek Ornontowice            | 30 | 17 | 6  | 7  | 48     | 30     | +18   | 57  |                                  |                         |
| 3   | MRKS Czechowice-Dziedzice     | 30 | 18 | 2  | 10 | 61     | 40     | +21   | 56  |                                  |                         |
| 4   | Przyszłość Rogów              | 30 | 15 | 6  | 9  | 51     | 29     | +22   | 51  | ROG–CZA 3:1 CZA–ROG 0:1          |                         |
| 5   | LKS Czaniec                   | 30 | 15 | 6  | 9  | 49     | 31     | +18   | 51  | ROG–CZA 3:1 CZA–ROG 0:1          |                         |
| 6   | Zapora Porąbka                | 30 | 14 | 5  | 11 | 41     | 39     | +2    | 47  |                                  |                         |
| 7   | Unia Rędziny                  | 30 | 13 | 7  | 10 | 54     | 42     | +12   | 46  | Przeniesiona do grupy śląskiej I | UNI–REK 2:0 REK–UNI 4:2 |
| 8   | Rekord Bielsko-Biała          | 30 | 13 | 7  | 10 | 50     | 35     | +15   | 46  |                                  | UNI–REK 2:0 REK–UNI 4:2 |
| 9   | Grunwald Ruda Śląska          | 30 | 10 | 7  | 13 | 37     | 51     | −14   | 37  |                                  |                         |
| 10  | KS Żory                       | 30 | 10 | 6  | 14 | 31     | 50     | −19   | 36  |                                  |                         |
| 11  | Polonia Marklowice            | 30 | 9  | 5  | 16 | 43     | 48     | −5    | 32  | MAR–RAC 3:2 RAC–MAR 0:0          |                         |
| 12  | Unia Racibórz                 | 30 | 9  | 5  | 16 | 46     | 65     | −19   | 32  | MAR–RAC 3:2 RAC–MAR 0:0          |                         |
| 13  | GTS Bojszowy                  | 30 | 9  | 4  | 17 | 37     | 48     | −11   | 31  |                                  |                         |
| 14  | AKS Mikołów                   | 30 | 7  | 9  | 14 | 28     | 45     | −17   | 30  |                                  |                         |
| 15  | Górnik Pszów (S)              | 30 | 6  | 11 | 13 | 40     | 54     | −14   | 29  | Spadek do klasy okręgowej        |                         |
| 16  | Concordia Knurów (S)          | 30 | 5  | 6  | 19 | 26     | 79     | −53   | 21  | Spadek do klasy okręgowej        |                         |

## Sezon 2008/2009
Pierwsza edycja po reformie systemu ligowego w 2008, w wyniku której IV liga stała się piątym w hierarchii (wcześniej czwartym) poziomem rozgrywek.
| Uczestnicy poprzedniej edycji | Uczestnicy poprzedniej edycji |
| ----------------------------- | ----------------------------- |
| Przyszłość Rogów              | 5                             |
| Polonia Łaziska Górne         | 6                             |
| Skałka Żabnica                | 7                             |
| Grunwald Ruda Śląska          | 8                             |
| LKS Czaniec                   | 9                             |
| GKS II Jastrzębie             | 10                            |

| Uczestnicy poprzedniej edycji     | Uczestnicy poprzedniej edycji |
| --------------------------------- | ----------------------------- |
| Unia Racibórz                     | 11                            |
| LKS Łąka                          | 12                            |
| Polonia Marklowice                | 13                            |
| Awans z klasy okręgowej 2007/2008 |                               |
| grupa bielska                     |                               |
| Rekord Bielsko-Biała              | 1                             |
| Zapora Porąbka                    | 2                             |

| Awans z klasy okręgowej 2007/2008 | Awans z klasy okręgowej 2007/2008 |
| --------------------------------- | --------------------------------- |
| grupa katowicka I                 |                                   |
| Gwarek Ornontowice                | 1                                 |
| GTS Bojszowy                      | 2                                 |
| grupa katowicka III               |                                   |
| Górnik Pszów                      | 1                                 |
| Rymer Rybnik                      | 2                                 |
| grupa katowicka IV                |                                   |
| Concordia Knurów                  | 3                                 |

| Lp. | Drużyna                | M  | Z  | R  | P  | Bramki | Bramki | Różn. | Pkt | Uwagi                     | Bezpośrednio |
| --- | ---------------------- | -- | -- | -- | -- | ------ | ------ | ----- | --- | ------------------------- | ------------ |
| 1   | Skałka Żabnica (M) (A) | 30 | 25 | 3  | 2  | 81     | 13     | +68   | 78  | Awans do III ligi         |              |
| 2   | Przyszłość Rogów       | 30 | 21 | 6  | 3  | 76     | 22     | +54   | 69  |                           |              |
| 3   | Polonia Łaziska Górne  | 30 | 15 | 7  | 8  | 58     | 29     | +29   | 52  | PŁG–MAR 2:1 MAR–PŁG 3:2   |              |
| 4   | Polonia Marklowice     | 30 | 16 | 4  | 10 | 60     | 44     | +16   | 52  | PŁG–MAR 2:1 MAR–PŁG 3:2   |              |
| 5   | Gwarek Ornontowice     | 30 | 16 | 2  | 12 | 70     | 56     | +14   | 50  |                           |              |
| 6   | Zapora Porąbka         | 30 | 12 | 10 | 8  | 41     | 29     | +12   | 46  |                           |              |
| 7   | GKS II Jastrzębie (S)  | 30 | 12 | 7  | 11 | 45     | 51     | −6    | 43  | Drużyna rozwiązana        |              |
| 8   | Concordia Knurów       | 30 | 11 | 6  | 13 | 49     | 61     | −12   | 39  |                           |              |
| 9   | GTS Bojszowy           | 30 | 10 | 8  | 12 | 47     | 46     | +1    | 38  | BOJ–CZA 2:1 CZA–BOJ 0:1   |              |
| 10  | LKS Czaniec            | 30 | 10 | 8  | 12 | 39     | 35     | +4    | 38  | BOJ–CZA 2:1 CZA–BOJ 0:1   |              |
| 11  | Unia Racibórz          | 30 | 11 | 4  | 15 | 49     | 55     | −6    | 37  |                           |              |
| 12  | Rekord Bielsko-Biała   | 30 | 9  | 8  | 13 | 28     | 44     | −16   | 35  |                           |              |
| 13  | Grunwald Ruda Śląska   | 30 | 10 | 4  | 16 | 45     | 52     | −7    | 34  |                           |              |
| 14  | Górnik Pszów           | 30 | 8  | 8  | 14 | 46     | 55     | −9    | 32  |                           |              |
| 15  | LKS Łąka (S)           | 30 | 9  | 4  | 17 | 38     | 54     | −16   | 31  | Baraże o IV ligę          |              |
| 16  | Rymer Rybnik (S)       | 30 | 0  | 1  | 29 | 11     | 137    | −126  | 1   | Spadek do klasy okręgowej |              |

### Baraże o IV ligę
Po zakończeniu rozgrywek IV ligi województwa śląskiego w sezonie 2008/2009 rozegrano mecz barażowy o miejsce w kolejnej edycji, w związku z wycofaniem się z rozgrywek GKS II Jastrzębie. Wzięły w nich udział 15. drużyny obu wojewódzkich grup IV ligi – Unia Rędziny i LKS Łąka. Spotkanie rozegrano 8 sierpnia 2009 (godz. 11:00) na stadionie Grunwaldu Ruda Śląska.
Miejsce w IV lidze zachowała Unia Rędziny.
| Drużyna 1    | Wynik | Drużyna 2 |
| ------------ | ----- | --------- |
| Unia Rędziny | 1:0   | LKS Łąka  |

## Sezon 2007/2008
Ostatnia edycja przed reformą systemu ligowego w 2008, w wyniku której IV liga stała się piątym w hierarchii (wcześniej czwartym) poziomem rozgrywek. De facto więc na czwartym szczeblu utrzymały się drużyny z miejsc 1–4 (które weszły do „nowej” III ligi), o jedną klasę spadły zespoły z miejsc 5–14, a o dwie – drużyny z miejsc 15–16.
| Uczestnicy poprzedniej edycji | Uczestnicy poprzedniej edycji |
| ----------------------------- | ----------------------------- |
| Skałka Żabnica                | 2                             |
| Beskid Skoczów                | 3                             |
| Pniówek Pawłowice Śląskie     | 4                             |
| Energetyk ROW Rybnik          | 5                             |
| Przyszłość Rogów              | 6                             |
| BKS Stal Bielsko-Biała        | 7                             |

| Uczestnicy poprzedniej edycji | Uczestnicy poprzedniej edycji |
| ----------------------------- | ----------------------------- |
| Polonia Marklowice            | 9                             |
| Grunwald Ruda Śląska          | 10                            |
| Polonia Łaziska Górne         | 11                            |
| LKS Łąka                      | 12                            |
| Victoria Jaworzno             | 13                            |
| Start Mszana                  | 14                            |

| Awans z klasy okręgowej 2006/2007 | Awans z klasy okręgowej 2006/2007 |
| --------------------------------- | --------------------------------- |
| grupa bielska                     |                                   |
| LKS Czaniec                       | 1                                 |
| grupa katowicka I                 |                                   |
| GKS II Jastrzębie                 | 1                                 |
| grupa katowicka III               |                                   |
| Unia Racibórz                     | 1                                 |
| grupa katowicka IV                |                                   |
| Wawel Wirek                       | 1                                 |

| Lp. | Drużyna                           | M  | Z  | R | P  | Bramki | Bramki | Różn. | Pkt | Uwagi                            | Bezpośrednio                    |
| --- | --------------------------------- | -- | -- | - | -- | ------ | ------ | ----- | --- | -------------------------------- | ------------------------------- |
| 1   | Pniówek Pawłowice Śląskie (M) (P) | 30 | 24 | 3 | 3  | 73     | 26     | +47   | 75  | Baraże o II ligę                 |                                 |
| 2   | Energetyk ROW Rybnik (A)          | 30 | 23 | 4 | 3  | 80     | 19     | +61   | 73  | Awans do III ligi                |                                 |
| 3   | Beskid Skoczów (A)                | 30 | 20 | 7 | 3  | 68     | 19     | +49   | 67  | Awans do III ligi                |                                 |
| 4   | BKS Stal Bielsko-Biała (A)        | 30 | 18 | 6 | 6  | 57     | 22     | +35   | 60  | Baraże o III ligę                | BKS: 3 pkt, 5–3 ROG: 3 pkt, 5–3 |
| 5   | Przyszłość Rogów                  | 30 | 19 | 3 | 8  | 70     | 40     | +30   | 60  |                                  | BKS: 3 pkt, 5–3 ROG: 3 pkt, 5–3 |
| 6   | Polonia Łaziska Górne             | 30 | 17 | 6 | 7  | 57     | 40     | +17   | 57  |                                  |                                 |
| 7   | Skałka Żabnica                    | 30 | 16 | 8 | 6  | 55     | 28     | +27   | 56  |                                  |                                 |
| 8   | Grunwald Ruda Śląska              | 30 | 10 | 6 | 14 | 44     | 51     | −7    | 36  | GRŚ: 4 pkt, 3–2 CZA: 1 pkt, 2–3  |                                 |
| 9   | LKS Czaniec                       | 30 | 9  | 9 | 12 | 50     | 44     | +6    | 36  | GRŚ: 4 pkt, 3–2 CZA: 1 pkt, 2–3  |                                 |
| 10  | GKS II Jastrzębie                 | 30 | 8  | 9 | 13 | 42     | 49     | −7    | 33  |                                  |                                 |
| 11  | Unia Racibórz                     | 30 | 9  | 3 | 18 | 46     | 70     | −24   | 30  |                                  |                                 |
| 12  | LKS Łąka                          | 30 | 7  | 6 | 17 | 35     | 62     | −27   | 27  |                                  |                                 |
| 13  | Polonia Marklowice                | 30 | 7  | 3 | 20 | 32     | 66     | −34   | 24  |                                  |                                 |
| 14  | Victoria Jaworzno                 | 30 | 6  | 2 | 22 | 31     | 70     | −39   | 20  | Przeniesiona do grupy śląskiej I |                                 |
| 15  | Wawel Wirek (S)                   | 30 | 4  | 3 | 23 | 30     | 86     | −56   | 15  | Spadek do klasy okręgowej        |                                 |
| 16  | Start Mszana (S)                  | 30 | 2  | 4 | 24 | 22     | 100    | −78   | 10  | Spadek do klasy okręgowej        |                                 |

### Baraże o II ligę
Mistrzowie obu grup IV ligi województwa śląskiego – GKS Tychy i Pniówek Pawłowice Śląskie – zmierzyli się w dwumeczu o prawo gry w kolejnej rundzie baraży o miejsce w „nowej” II lidze.
Miejsce w II lidze uzyskał ostatecznie GKS Tychy, pokonując w kolejnej rundzie Aluminium Konin.
- Pierwszy mecz – 4 czerwca 2008, godz. 18:00,
- Rewanż – 7 czerwca 2008, godz. 17:00.

| Drużyna 1                            | Wynik dwumeczu | Drużyna 2                 | Pierwszy mecz | Drugi mecz |
| ------------------------------------ | -------------- | ------------------------- | ------------- | ---------- |
| GKS Tychy                            | 4:2            | Pniówek Pawłowice Śląskie | 3:1           | 1:1        |
| Po lewej gospodarz pierwszego meczu. |                |                           |               |            |

### Baraże o III ligę
4. drużyny obu grup IV ligi województwa śląskiego – MK Górnik Katowice i BKS Stal Bielsko-Biała – zmierzyli się w dwumeczu o prawo gry w „nowej” III lidze.
Miejsce w III lidze uzyskał BKS Stal Bielsko-Biała.
- Pierwszy mecz – 18 czerwca 2008, godz. 16:00,
- Rewanż – 21 czerwca 2008, godz. 11:00.

| Drużyna 1                            | Wynik dwumeczu | Drużyna 2          | Pierwszy mecz | Drugi mecz |
| ------------------------------------ | -------------- | ------------------ | ------------- | ---------- |
| BKS Stal Bielsko-Biała               | 5:1            | MK Górnik Katowice | 2:1           | 3:0        |
| Po lewej gospodarz pierwszego meczu. |                |                    |               |            |

## Sezon 2006/2007
| Uczestnicy poprzedniej edycji | Uczestnicy poprzedniej edycji |
| ----------------------------- | ----------------------------- |
| BKS Stal Bielsko-Biała        | 1                             |
| Koszarawa Żywiec              | 2                             |
| Energetyk ROW Rybnik          | 3                             |
| Victoria Jaworzno             | 4                             |
| Grunwald Ruda Śląska          | 5                             |
| Przyszłość Rogów              | 6                             |
| Odra II Wodzisław Śląski      | 7                             |

| Uczestnicy poprzedniej edycji | Uczestnicy poprzedniej edycji |
| ----------------------------- | ----------------------------- |
| LKS Łąka                      | 8                             |
| Pasjonat Dankowice            | 9                             |
| Polonia Łaziska Górne         | 10                            |
| Beskid Skoczów                | 11                            |
| Polonia Marklowice            | 12                            |
| Zwycięzca baraży o IV ligę    |                               |
| Gwiazda Skrzyszów             | 13                            |

| Awans z klasy okręgowej 2005/2006 | Awans z klasy okręgowej 2005/2006 |
| --------------------------------- | --------------------------------- |
| grupa bielska                     |                                   |
| Skałka Żabnica                    | 1                                 |
| grupa katowicka I                 |                                   |
| Pniówek Pawłowice Śląskie         | 1                                 |
| grupa katowicka III               |                                   |
| Start Mszana                      | 1                                 |

| Lp. | Drużyna                       | M  | Z  | R  | P  | Bramki | Bramki | Różn. | Pkt | Uwagi                     | Bezpośrednio |
| --- | ----------------------------- | -- | -- | -- | -- | ------ | ------ | ----- | --- | ------------------------- | ------------ |
| 1   | Koszarawa Żywiec (M) (A)      | 30 | 19 | 6  | 5  | 55     | 23     | +32   | 63  | Baraże o III ligę         |              |
| 2   | Skałka Żabnica                | 30 | 17 | 6  | 7  | 54     | 27     | +27   | 57  |                           |              |
| 3   | Beskid Skoczów                | 30 | 16 | 8  | 6  | 63     | 27     | +36   | 56  |                           |              |
| 4   | Pniówek Pawłowice Śląskie     | 30 | 14 | 10 | 6  | 48     | 25     | +23   | 52  | PAW–ROW 5:1 ROW–PAW 1:0   |              |
| 5   | Energetyk ROW Rybnik          | 30 | 15 | 7  | 8  | 59     | 37     | +22   | 52  | PAW–ROW 5:1 ROW–PAW 1:0   |              |
| 6   | Przyszłość Rogów              | 30 | 13 | 12 | 5  | 52     | 36     | +16   | 51  | ROG–BKS 2:2 BKS–ROG 0:1   |              |
| 7   | BKS Stal Bielsko-Biała        | 30 | 13 | 12 | 5  | 49     | 28     | +21   | 51  | ROG–BKS 2:2 BKS–ROG 0:1   |              |
| 8   | Odra II Wodzisław Śląski1 (S) | 30 | 13 | 9  | 8  | 45     | 31     | +14   | 48  | Drużyna wycofana          |              |
| 9   | Polonia Marklowice            | 30 | 11 | 9  | 10 | 51     | 47     | +4    | 42  |                           |              |
| 10  | Grunwald Ruda Śląska          | 30 | 10 | 10 | 10 | 54     | 43     | +11   | 40  |                           |              |
| 11  | Polonia Łaziska Górne         | 30 | 11 | 4  | 15 | 38     | 43     | −5    | 37  |                           |              |
| 12  | LKS Łąka                      | 30 | 7  | 10 | 13 | 30     | 50     | −20   | 31  |                           |              |
| 13  | Victoria Jaworzno             | 30 | 7  | 7  | 16 | 34     | 64     | −30   | 28  |                           |              |
| 14  | Start Mszana                  | 30 | 7  | 5  | 18 | 23     | 55     | −32   | 26  |                           |              |
| 15  | Pasjonat Dankowice (S)        | 30 | 2  | 6  | 22 | 18     | 79     | −61   | 12  | Spadek do klasy okręgowej |              |
| 16  | Gwiazda Skrzyszów (S)         | 30 | 1  | 7  | 22 | 18     | 76     | −58   | 10  | Spadek do klasy okręgowej |              |

### Baraże o III ligę
Mistrzowie obu grup IV ligi województwa śląskiego – Ruch Radzionków i Koszarawa Żywiec – zmierzyli się w dwumeczu o prawo gry w III lidze.
Miejsce w II lidze uzyskała Koszarawa.
- Pierwszy mecz – 16 czerwca 2007, godz. 17:00,
- Rewanż – 20 czerwca 2007, godz. 17:00.

| Drużyna 1                            | Wynik dwumeczu | Drużyna 2        | Pierwszy mecz | Drugi mecz |
| ------------------------------------ | -------------- | ---------------- | ------------- | ---------- |
| Ruch Radzionków                      | 0:4            | Koszarawa Żywiec | 0:1           | 0:3        |
| Po lewej gospodarz pierwszego meczu. |                |                  |               |            |

## Sezon 2005/2006
| Uczestnicy poprzedniej edycji | Uczestnicy poprzedniej edycji |
| ----------------------------- | ----------------------------- |
| Koszarawa Żywiec              | 1                             |
| Energetyk ROW Rybnik          | 2                             |
| Przyszłość Rogów              | 3                             |
| Polonia Łaziska Górne         | 4                             |
| Polonia Marklowice            | 5                             |
| Victoria Jaworzno             | 7                             |
| Odra II Wodzisław Śląski      | 8                             |

| Uczestnicy poprzedniej edycji | Uczestnicy poprzedniej edycji |
| ----------------------------- | ----------------------------- |
| Beskid Skoczów                | 9                             |
| Czarni-Góral Żywiec           | 10                            |
| Unia Racibórz                 | 11                            |
| Pasjonat Dankowice            | 12                            |
| Zwycięzca baraży o IV ligę    |                               |
| Grunwald Ruda Śląska          | 13                            |
| AKS Mikołów                   | 14                            |

| Awans z klasy okręgowej 2004/2005 | Awans z klasy okręgowej 2004/2005 |
| --------------------------------- | --------------------------------- |
| grupa bielska                     |                                   |
| BKS Stal Bielsko-Biała            | 1                                 |
| grupa katowicka I                 |                                   |
| LKS Łąka                          | 1                                 |
| grupa katowicka III               |                                   |
| Gwiazda Skrzyszów                 | 1                                 |

| Lp. | Drużyna                    | M  | Z  | R  | P  | Bramki | Bramki | Różn. | Pkt | Uwagi                     | Bezpośrednio |
| --- | -------------------------- | -- | -- | -- | -- | ------ | ------ | ----- | --- | ------------------------- | ------------ |
| 1   | BKS Stal Bielsko-Biała (M) | 30 | 20 | 7  | 3  | 62     | 24     | +38   | 67  | Baraże o III ligę         |              |
| 2   | Koszarawa Żywiec           | 30 | 19 | 6  | 5  | 54     | 22     | +32   | 63  |                           |              |
| 3   | Energetyk ROW Rybnik       | 30 | 17 | 4  | 9  | 65     | 49     | +16   | 55  |                           |              |
| 4   | Victoria Jaworzno          | 30 | 15 | 7  | 8  | 49     | 35     | +14   | 52  |                           |              |
| 5   | Grunwald Ruda Śląska       | 30 | 16 | 3  | 11 | 64     | 43     | +21   | 51  |                           |              |
| 6   | Przyszłość Rogów           | 30 | 14 | 7  | 9  | 49     | 40     | +9    | 49  |                           |              |
| 7   | Odra II Wodzisław Śląski   | 30 | 13 | 4  | 13 | 46     | 40     | +6    | 43  | ODR–ŁĄK 5:0 ŁĄK–ODR 3:1   |              |
| 8   | LKS Łąka                   | 30 | 12 | 7  | 11 | 41     | 50     | −9    | 43  | ODR–ŁĄK 5:0 ŁĄK–ODR 3:1   |              |
| 9   | Pasjonat Dankowice         | 30 | 12 | 4  | 14 | 43     | 48     | −5    | 40  |                           |              |
| 10  | Polonia Łaziska Górne      | 30 | 9  | 12 | 9  | 39     | 37     | +2    | 39  |                           |              |
| 11  | Beskid Skoczów             | 30 | 10 | 8  | 12 | 37     | 39     | −2    | 38  |                           |              |
| 12  | Polonia Marklowice         | 30 | 10 | 7  | 13 | 50     | 52     | −2    | 37  |                           |              |
| 13  | Gwiazda Skrzyszów          | 30 | 9  | 6  | 15 | 34     | 49     | −15   | 33  | Baraże o IV ligę          |              |
| 14  | AKS Mikołów (S)            | 30 | 7  | 4  | 19 | 33     | 64     | −31   | 25  | Spadek do klasy okręgowej |              |
| 15  | Czarni-Góral Żywiec (S)    | 30 | 6  | 4  | 20 | 34     | 66     | −32   | 22  | Spadek do klasy okręgowej |              |
| 16  | Unia Racibórz (S)          | 30 | 4  | 4  | 22 | 29     | 71     | −42   | 16  | Spadek do klasy okręgowej |              |

### Baraże o III ligę
Mistrzowie obu grup IV ligi województwa śląskiego – GKS Katowice i BKS Stal Bielsko-Biała – zmierzyli się w dwumeczu o prawo gry w III lidze.
Miejsce w III lidze uzyskał GKS Katowice.
- Pierwszy mecz – 15 czerwca 2006, godz. 18:30,
- Rewanż – 18 czerwca 2006, godz. 18:30.

| Drużyna 1                            | Wynik dwumeczu | Drużyna 2    | Pierwszy mecz | Drugi mecz |
| ------------------------------------ | -------------- | ------------ | ------------- | ---------- |
| BKS Stal Bielsko-Biała               | 0:3            | GKS Katowice | 0:2           | 0:1        |
| Po lewej gospodarz pierwszego meczu. |                |              |               |            |

### Baraże o IV ligę
13. drużyna grupy śląskiej I – Zieloni Żarki – i 14. drużyna grupy śląskiej II – Gwiazda Skrzyszów – zmierzyły się w dwumeczu o prawo gry w IV lidze.
Miejsce w IV lidze utrzymała Gwiazda.
- Pierwszy mecz – 15 czerwca 2006, godz. 17:00,
- Rewanż – 18 czerwca 2006, godz. 11:00.

| Drużyna 1                            | Wynik dwumeczu | Drużyna 2         | Pierwszy mecz | Drugi mecz |
| ------------------------------------ | -------------- | ----------------- | ------------- | ---------- |
| Zieloni Żarki                        | 3:4            | Gwiazda Skrzyszów | 0:2           | 3:2        |
| Po lewej gospodarz pierwszego meczu. |                |                   |               |            |

## Sezon 2004/2005
| Uczestnicy poprzedniej edycji | Uczestnicy poprzedniej edycji |
| ----------------------------- | ----------------------------- |
| Koszarawa Żywiec              | 2                             |
| Przyszłość Rogów              | 3                             |
| Czarni-Góral Żywiec           | 4                             |
| Odra II Wodzisław Śląski      | 5                             |
| Grunwald Ruda Śląska          | 6                             |
| AKS Mikołów                   | 7                             |
| Victoria Jaworzno             | 8                             |
| Górnik Pszów                  | 9                             |

| Uczestnicy poprzedniej edycji | Uczestnicy poprzedniej edycji |
| ----------------------------- | ----------------------------- |
| Polonia Marklowice            | 10                            |
| Pasjonat Dankowice            | 11                            |
| MKS Lędziny                   | 12                            |
| Zwycięzca baraży o IV ligę    |                               |
| Unia Racibórz                 | 13                            |
| Spadek z III ligi 2003/2004   |                               |
| grupa III                     |                               |
| MK Górnik Katowice            | 14                            |

| Awans z klasy okręgowej 2003/2004 | Awans z klasy okręgowej 2003/2004 |
| --------------------------------- | --------------------------------- |
| grupa bielska                     |                                   |
| Beskid Skoczów                    | 1                                 |
| grupa katowicka I                 |                                   |
| Polonia Łaziska Górne             | 1                                 |
| grupa katowicka III               |                                   |
| Energetyk ROW Rybnik              | 1                                 |

| Lp. | Drużyna                  | M  | Z  | R  | P  | Bramki | Bramki | Różn. | Pkt | Uwagi                            | Bezpośrednio            |
| --- | ------------------------ | -- | -- | -- | -- | ------ | ------ | ----- | --- | -------------------------------- | ----------------------- |
| 1   | Koszarawa Żywiec (M)     | 30 | 21 | 5  | 4  | 62     | 19     | +43   | 68  | Baraże o III ligę                |                         |
| 2   | Energetyk ROW Rybnik     | 30 | 20 | 7  | 3  | 73     | 25     | +48   | 67  |                                  |                         |
| 3   | Przyszłość Rogów         | 30 | 16 | 4  | 10 | 69     | 39     | +30   | 52  |                                  |                         |
| 4   | Polonia Łaziska Górne    | 30 | 14 | 7  | 9  | 50     | 40     | +10   | 49  |                                  |                         |
| 5   | Polonia Marklowice       | 30 | 13 | 8  | 9  | 56     | 40     | +16   | 47  |                                  |                         |
| 6   | MK Górnik Katowice       | 30 | 11 | 13 | 6  | 39     | 34     | +5    | 46  | Przeniesiona do grupy śląskiej I |                         |
| 7   | Victoria Jaworzno        | 30 | 13 | 2  | 15 | 37     | 38     | −1    | 41  |                                  |                         |
| 8   | Odra II Wodzisław Śląski | 30 | 11 | 6  | 13 | 35     | 38     | −3    | 39  |                                  |                         |
| 9   | Beskid Skoczów           | 30 | 10 | 8  | 12 | 47     | 52     | −5    | 38  | SKO–CGŻ 0:0 CGŻ–SKO 1:1          |                         |
| 10  | Czarni-Góral Żywiec      | 30 | 10 | 8  | 12 | 35     | 37     | −2    | 38  | SKO–CGŻ 0:0 CGŻ–SKO 1:1          |                         |
| 11  | Unia Racibórz            | 30 | 10 | 7  | 13 | 40     | 48     | −8    | 37  |                                  |                         |
| 12  | Pasjonat Dankowice       | 30 | 11 | 3  | 16 | 41     | 77     | −36   | 36  |                                  |                         |
| 13  | Grunwald Ruda Śląska     | 30 | 8  | 7  | 15 | 37     | 54     | −17   | 31  | Baraże o IV ligę                 | GRŚ–MIK 0:1 MIK–GRŚ 0:1 |
| 14  | AKS Mikołów              | 30 | 9  | 4  | 17 | 33     | 64     | −31   | 31  | Baraże o IV ligę                 | GRŚ–MIK 0:1 MIK–GRŚ 0:1 |
| 15  | Górnik Pszów (S)         | 30 | 7  | 8  | 15 | 35     | 56     | −21   | 29  | Spadek do klasy okręgowej        |                         |
| 16  | MKS Lędziny (S)          | 30 | 4  | 7  | 19 | 24     | 63     | −39   | 19  | Spadek do klasy okręgowej        |                         |

### Baraże o III ligę
Mistrzowie obu grup IV ligi województwa śląskiego – Raków Częstochowa i Koszarawa Żywiec – zmierzyli się w dwumeczu o prawo gry w III lidze.
Miejsce w III lidze uzyskał Raków.
- Pierwszy mecz – 25 czerwca 2005, godz. 17:00,
- Rewanż – 29 czerwca 2005, godz. 17:00.

| Drużyna 1                            | Wynik dwumeczu | Drużyna 2         | Pierwszy mecz | Drugi mecz |
| ------------------------------------ | -------------- | ----------------- | ------------- | ---------- |
| Koszarawa Żywiec                     | 0:0 pd. k. 8:9 | Raków Częstochowa | 0:0           | 0:0        |
| Po lewej gospodarz pierwszego meczu. |                |                   |               |            |

### Baraże o IV ligę
W wyniku uzyskania równej liczby punktów ogółem i identycznego bilansu spotkań bezpośrednich, w pierwszym meczu barażowym o utrzymanie w grupie śląskiej II zmierzyły się 13. i 14. drużyna rozgrywek – Grunwald Ruda Śląska i AKS Mikołów. Spotkanie rozegrano 22 czerwca 2005 (godz. 17:00) na stadionie Polonii Łaziska Górne.
| Drużyna 1   | Wynik | Drużyna 2            |
| ----------- | ----- | -------------------- |
| AKS Mikołów | 6:1   | Grunwald Ruda Śląska |

Po tym meczu utrzymał się AKS Mikołów, zaś Grunwald zmierzył się w dwumeczu o prawo gry w IV lidze z 14. drużyną grupy śląskiej I – Szombierkami Bytom.
Miejsce w IV lidze utrzymał Grunwald, zaś w wyniku wycofania się z rozgrywek rezerw Górnika Zabrze spadku uniknęły również Szombierki.
- Pierwszy mecz – 26 czerwca 2005, godz. 17:00,
- Rewanż – 29 czerwca 2005, godz. 17:00.

| Drużyna 1                            | Wynik dwumeczu | Drużyna 2        | Pierwszy mecz | Drugi mecz |
| ------------------------------------ | -------------- | ---------------- | ------------- | ---------- |
| Grunwald Ruda Śląska                 | 9:0            | Szombierki Bytom | 6:0           | 3:0        |
| Po lewej gospodarz pierwszego meczu. |                |                  |               |            |

## Sezon 2003/2004
| Uczestnicy poprzedniej edycji | Uczestnicy poprzedniej edycji |
| ----------------------------- | ----------------------------- |
| Przyszłość Rogów              | 1                             |
| Odra II Wodzisław Śląski      | 2                             |
| Koszarawa Żywiec              | 3                             |
| Górnik Jastrzębie Zdrój       | 4                             |
| Victoria Jaworzno             | 5                             |
| MKS Lędziny                   | 6                             |
| Unia Racibórz                 | 7                             |
| Czarni-Góral Żywiec           | 8                             |

| Uczestnicy poprzedniej edycji | Uczestnicy poprzedniej edycji |
| ----------------------------- | ----------------------------- |
| MKS 05 Krzanowice             | 9                             |
| Pasjonat Dankowice            | 10                            |
| Górnik Pszów                  | 11                            |
| BKS Stal Bielsko-Biała        | 12                            |
| Spadek z III ligi 2002/2003   |                               |
| grupa III                     |                               |
| Grunwald Ruda Śląska          | 12                            |

| Awans z klasy okręgowej 2002/2003 | Awans z klasy okręgowej 2002/2003 |
| --------------------------------- | --------------------------------- |
| grupa bielska                     |                                   |
| Walcownia Czechowice-Dziedzice    | 1                                 |
| grupa katowicka I                 |                                   |
| AKS Mikołów                       | 1                                 |
| grupa katowicka III               |                                   |
| Polonia Marklowice                | 1                                 |

| Lp. | Drużyna                            | M  | Z  | R  | P  | Bramki | Bramki | Różn. | Pkt | Uwagi                            | Bezpośrednio     |
| --- | ---------------------------------- | -- | -- | -- | -- | ------ | ------ | ----- | --- | -------------------------------- | ---------------- |
| 1   | Górnik Jastrzębie Zdrój (M) (A)    | 30 | 25 | 5  | 0  | 81     | 16     | +65   | 80  | Baraże o III ligę                |                  |
| 2   | Koszarawa Żywiec                   | 30 | 21 | 3  | 6  | 76     | 32     | +44   | 66  |                                  |                  |
| 3   | Przyszłość Rogów                   | 30 | 16 | 9  | 5  | 56     | 30     | +26   | 57  |                                  |                  |
| 4   | Czarni-Góral Żywiec                | 30 | 15 | 5  | 10 | 57     | 45     | +12   | 50  |                                  |                  |
| 5   | Odra II Wodzisław Śląski           | 30 | 14 | 7  | 9  | 58     | 44     | +14   | 49  |                                  |                  |
| 6   | Grunwald Ruda Śląska               | 30 | 13 | 7  | 10 | 62     | 45     | +17   | 46  |                                  |                  |
| 7   | AKS Mikołów                        | 30 | 11 | 9  | 10 | 44     | 50     | −6    | 42  | AKS–VIC 3:1 VIC–AKS 1:2          |                  |
| 8   | Victoria Jaworzno                  | 30 | 11 | 9  | 10 | 33     | 34     | −1    | 42  | AKS–VIC 3:1 VIC–AKS 1:2          |                  |
| 9   | Górnik Pszów                       | 30 | 10 | 6  | 14 | 31     | 53     | −22   | 36  |                                  |                  |
| 10  | Polonia Marklowice                 | 30 | 9  | 7  | 14 | 43     | 62     | −19   | 34  |                                  |                  |
| 11  | Pasjonat Dankowice                 | 30 | 8  | 6  | 16 | 34     | 57     | −23   | 30  | PAS: 7 pkt LĘD: 5 pkt URA: 4 pkt |                  |
| 12  | MKS Lędziny                        | 30 | 7  | 9  | 14 | 34     | 53     | −19   | 30  | PAS: 7 pkt LĘD: 5 pkt URA: 4 pkt |                  |
| 13  | Unia Racibórz                      | 30 | 6  | 12 | 12 | 39     | 44     | −5    | 30  | PAS: 7 pkt LĘD: 5 pkt URA: 4 pkt | Baraże o IV ligę |
| 14  | Walcownia Czechowice-Dziedzice (S) | 30 | 7  | 7  | 16 | 26     | 52     | −26   | 28  | Spadek do klasy okręgowej        |                  |
| 15  | BKS Stal Bielsko-Biała (S)         | 30 | 8  | 3  | 19 | 40     | 58     | −18   | 27  | Spadek do klasy okręgowej        |                  |
| 16  | MKS 05 Krzanowice (S)              | 30 | 3  | 8  | 19 | 25     | 64     | −39   | 17  | Spadek do klasy okręgowej        |                  |

### Baraże o III ligę
Mistrzowie obu grup IV ligi województwa śląskiego – MKS Sławków i Górnik Jastrzębie Zdrój – zmierzyli się w dwumeczu o prawo gry w III lidze.
Miejsce w III lidze uzyskał Górnik.
- Pierwszy mecz – 26 czerwca 2004, godz. 17:00,
- Rewanż – 30 czerwca 2004, godz. 18:00.

| Drużyna 1                            | Wynik dwumeczu | Drużyna 2               | Pierwszy mecz | Drugi mecz |
| ------------------------------------ | -------------- | ----------------------- | ------------- | ---------- |
| MKS Sławków                          | 0:4            | Górnik Jastrzębie Zdrój | 0:1           | 0:3        |
| Po lewej gospodarz pierwszego meczu. |                |                         |               |            |

### Baraże o IV ligę
13. drużyna grupy śląskiej I – Jura Niegowa – i 13. drużyna grupy śląskiej II – Unia Racibórz – zmierzyły się w dwumeczu o prawo gry w IV lidze.
Miejsce w IV lidze utrzymała Unia.
- Pierwszy mecz – 26 czerwca 2004, godz. 17:00,
- Rewanż – 30 czerwca 2004, godz. 17:00.

| Drużyna 1                            | Wynik dwumeczu | Drużyna 2     | Pierwszy mecz | Drugi mecz |
| ------------------------------------ | -------------- | ------------- | ------------- | ---------- |
| Jura Niegowa                         | 3:3 (b. wyj.)  | Unia Racibórz | 2:2           | 1:1        |
| Po lewej gospodarz pierwszego meczu. |                |               |               |            |

## Sezon 2002/2003
| Uczestnicy poprzedniej edycji | Uczestnicy poprzedniej edycji |
| ----------------------------- | ----------------------------- |
| Odra II Wodzisław Śląski      | 1                             |
| Pasjonat Dankowice            | 2                             |
| BKS Stal Bielsko-Biała        | 3                             |
| Unia Racibórz                 | 4                             |
| MKS 05 Krzanowice             | 6                             |
| Przyszłość Rogów              | 7                             |
| Victoria Jaworzno             | 8                             |
| MKS Lędziny                   | 9                             |

| Uczestnicy poprzedniej edycji | Uczestnicy poprzedniej edycji |
| ----------------------------- | ----------------------------- |
| Beskid Skoczów                | 10                            |
| Koszarawa Żywiec              | 11                            |
| Czarni-Góral Żywiec           | 12                            |
| po barażach o utrzymanie      |                               |
| Unia Bieruń Stary             | 13                            |
| Spadek z III ligi 2001/2002   |                               |
| grupa III                     |                               |
| Górnik Jastrzębie Zdrój       | 15                            |

| Awans z klasy okręgowej 2001/2002 | Awans z klasy okręgowej 2001/2002 |
| --------------------------------- | --------------------------------- |
| grupa bielska                     |                                   |
| Sokół Zabrzeg                     | 1                                 |
| grupa katowicka III               |                                   |
| Górnik Pszów                      | 1                                 |
| grupa katowicka IV                |                                   |
| Naprzód Rydułtowy                 | 1                                 |

Uwaga: MKS 05 Krzanowice występował w rundzie jesiennej pod nazwą Peberow Krzanowice.
| Lp. | Drużyna                  | M  | Z  | R  | P  | Bramki | Bramki | Różn. | Pkt | Uwagi                            | Bezpośrednio |
| --- | ------------------------ | -- | -- | -- | -- | ------ | ------ | ----- | --- | -------------------------------- | ------------ |
| 1   | Przyszłość Rogów (M)     | 30 | 22 | 7  | 1  | 69     | 22     | +47   | 73  | Baraże o III ligę                |              |
| 2   | Odra II Wodzisław Śląski | 30 | 16 | 7  | 7  | 50     | 23     | +27   | 55  |                                  |              |
| 3   | Koszarawa Żywiec         | 30 | 15 | 9  | 6  | 51     | 32     | +19   | 54  | KOŻ–JAS 1:0 JAS–KOŻ 2:1          |              |
| 4   | Górnik Jastrzębie Zdrój  | 30 | 16 | 6  | 8  | 43     | 20     | +23   | 54  | KOŻ–JAS 1:0 JAS–KOŻ 2:1          |              |
| 5   | Victoria Jaworzno        | 30 | 14 | 7  | 9  | 52     | 35     | +17   | 49  |                                  |              |
| 6   | MKS Lędziny              | 30 | 12 | 7  | 11 | 43     | 57     | −14   | 43  |                                  |              |
| 7   | Unia Racibórz            | 30 | 12 | 4  | 14 | 39     | 44     | −5    | 40  | URA: 7 pkt CGŻ: 6 pkt KRZ: 4 pkt |              |
| 8   | Czarni-Góral Żywiec      | 30 | 12 | 4  | 14 | 38     | 45     | −7    | 40  | URA: 7 pkt CGŻ: 6 pkt KRZ: 4 pkt |              |
| 9   | MKS 05 Krzanowice        | 30 | 10 | 10 | 10 | 31     | 31     | 0     | 40  | URA: 7 pkt CGŻ: 6 pkt KRZ: 4 pkt |              |
| 10  | Pasjonat Dankowice       | 30 | 9  | 12 | 9  | 39     | 35     | +4    | 39  |                                  |              |
| 11  | Górnik Pszów             | 30 | 10 | 5  | 15 | 48     | 59     | −11   | 35  |                                  |              |
| 12  | BKS Stal Bielsko-Biała   | 30 | 9  | 7  | 14 | 35     | 51     | −16   | 34  |                                  |              |
| 13  | Unia Bieruń Stary (S)    | 30 | 8  | 9  | 13 | 31     | 40     | −9    | 33  | Baraże o IV ligę                 |              |
| 14  | Sokół Zabrzeg (S)        | 30 | 9  | 6  | 15 | 35     | 46     | −11   | 33  | Spadek do klasy okręgowej        |              |
| 15  | Beskid Skoczów (S)       | 30 | 8  | 5  | 17 | 35     | 49     | −14   | 29  | Spadek do klasy okręgowej        |              |
| 16  | Naprzód Rydułtowy (S)    | 30 | 3  | 5  | 22 | 22     | 72     | −50   | 14  | Spadek do klasy okręgowej        |              |

### Baraże o III ligę
Mistrzowie obu grup IV ligi województwa śląskiego – Walka Makoszowy i Przyszłość Rogów – zmierzyli się w dwumeczu o prawo gry w III lidze.
Miejsce w III lidze uzyskała Walka.
- Pierwszy mecz – 25 czerwca 2003, godz. 18:00,
- Rewanż – 29 czerwca 2003, godz. 17:00.

| Drużyna 1                            | Wynik dwumeczu | Drużyna 2       | Pierwszy mecz | Drugi mecz |
| ------------------------------------ | -------------- | --------------- | ------------- | ---------- |
| Przyszłość Rogów                     | 0:2            | Walka Makoszowy | 0:0           | 0:2        |
| Po lewej gospodarz pierwszego meczu. |                |                 |               |            |

### Baraże o IV ligę
13. drużyna grupy śląskiej I – Urania Ruda Śląska – i 13. drużyna grupy śląskiej II – Unia Bieruń Stary – zmierzyły się w dwumeczu o prawo gry w IV lidze.
Miejsce w IV lidze utrzymała Urania.
- Pierwszy mecz – 25 czerwca 2003, godz. 18:00,
- Rewanż – 28 czerwca 2003, godz. 17:00.

| Drużyna 1                            | Wynik dwumeczu | Drużyna 2         | Pierwszy mecz | Drugi mecz |
| ------------------------------------ | -------------- | ----------------- | ------------- | ---------- |
| Urania Ruda Śląska                   | 3:1            | Unia Bieruń Stary | 2:0           | 1:1        |
| Po lewej gospodarz pierwszego meczu. |                |                   |               |            |

## Sezon 2001/2002
| Uczestnicy poprzedniej edycji  | Uczestnicy poprzedniej edycji |
| ------------------------------ | ----------------------------- |
| Victoria Jaworzno              | 1                             |
| Walcownia Czechowice-Dziedzice | 2                             |
| BKS Stal Bielsko-Biała         | 3                             |
| MKS Lędziny                    | 4                             |
| Czarni-Góral Żywiec            | 5                             |
| Beskid Skoczów                 | 6                             |
| Unia Bieruń Stary              | 7                             |

| Uczestnicy poprzedniej edycji | Uczestnicy poprzedniej edycji |
| ----------------------------- | ----------------------------- |
| Pasjonat Dankowice            | 8                             |
| Odra II Wodzisław Śląski      | 9                             |
| Unia Racibórz                 | 10                            |
| Wawel Wirek                   | 12                            |
| Górnik Czerwionka             | 13                            |
| Peberow Krzanowice            | 14                            |

| Awans z klasy okręgowej 2000/2001 | Awans z klasy okręgowej 2000/2001 |
| --------------------------------- | --------------------------------- |
| grupa bielska                     |                                   |
| Koszarawa Żywiec                  | 1                                 |
| grupa katowicka I                 |                                   |
| GKS Tychy '71                     | 1                                 |
| grupa katowicka III               |                                   |
| Przyszłość Rogów                  | 1                                 |

Uwaga: Czarni-Góral Żywiec występowali w sezonie 2000/2001 pod nazwą Góral Żywiec.
| Lp. | Drużyna                            | M  | Z  | R  | P  | Bramki | Bramki | Różn. | Pkt | Uwagi                            | Bezpośrednio            |
| --- | ---------------------------------- | -- | -- | -- | -- | ------ | ------ | ----- | --- | -------------------------------- | ----------------------- |
| 1   | Odra II Wodzisław Śląski (M)       | 30 | 17 | 5  | 8  | 57     | 27     | +30   | 56  | Baraże o III ligę                |                         |
| 2   | Pasjonat Dankowice                 | 30 | 16 | 7  | 7  | 49     | 37     | +12   | 55  |                                  |                         |
| 3   | BKS Stal Bielsko-Biała             | 30 | 15 | 6  | 9  | 50     | 35     | +15   | 51  |                                  |                         |
| 4   | Unia Racibórz                      | 30 | 14 | 7  | 9  | 40     | 29     | +11   | 49  |                                  |                         |
| 5   | GKS Tychy '71                      | 30 | 13 | 9  | 8  | 46     | 36     | +10   | 48  | Przeniesiona do grupy śląskiej I |                         |
| 6   | Peberow Krzanowice                 | 30 | 12 | 9  | 9  | 35     | 40     | −5    | 45  |                                  |                         |
| 7   | Przyszłość Rogów                   | 30 | 13 | 5  | 12 | 49     | 58     | −9    | 44  | ROG–VIC 3:1 VIC–ROG 1:3          |                         |
| 8   | Victoria Jaworzno                  | 30 | 13 | 5  | 12 | 44     | 44     | 0     | 44  | ROG–VIC 3:1 VIC–ROG 1:3          |                         |
| 9   | MKS Lędziny                        | 30 | 10 | 13 | 7  | 53     | 37     | +16   | 43  |                                  |                         |
| 10  | Beskid Skoczów                     | 30 | 13 | 3  | 14 | 49     | 52     | −3    | 42  |                                  |                         |
| 11  | Koszarawa Żywiec                   | 30 | 12 | 4  | 14 | 34     | 36     | −2    | 40  |                                  |                         |
| 12  | Czarni-Góral Żywiec                | 30 | 11 | 6  | 13 | 42     | 42     | 0     | 39  |                                  |                         |
| 13  | Unia Bieruń Stary                  | 30 | 10 | 6  | 14 | 43     | 49     | −6    | 36  | Baraże o IV ligę                 |                         |
| 14  | Wawel Wirek (S)                    | 30 | 8  | 7  | 15 | 44     | 54     | −10   | 31  | Spadek do klasy okręgowej        | WIR–CZE 2:1 CZE–WIR 1:1 |
| 15  | Walcownia Czechowice-Dziedzice (S) | 30 | 9  | 4  | 17 | 29     | 46     | −17   | 31  | Spadek do klasy okręgowej        | WIR–CZE 2:1 CZE–WIR 1:1 |
| 16  | Górnik Czerwionka (S)              | 30 | 3  | 6  | 21 | 22     | 64     | −42   | 15  | Spadek do klasy okręgowej        |                         |

### Baraże o III ligę
Mistrzowie obu grup IV ligi województwa śląskiego – Carbo Gliwice i Odra II Wodzisław Śląski – zmierzyli się w dwumeczu o prawo gry w III lidze.
Miejsce w III lidze uzyskało Carbo.
- Pierwszy mecz – 23 czerwca 2002
- Rewanż – 26 czerwca 2002.

| Drużyna 1                            | Wynik dwumeczu | Drużyna 2     | Pierwszy mecz | Drugi mecz |
| ------------------------------------ | -------------- | ------------- | ------------- | ---------- |
| Odra II Wodzisław Śląski             | 1:2            | Carbo Gliwice | 0:1           | 1:1        |
| Po lewej gospodarz pierwszego meczu. |                |               |               |            |

### Baraże o IV ligę
13. drużyna grupy śląskiej I – Ruch II Radzionków – i 13. drużyna grupy śląskiej II – Unia Bieruń Stary – zmierzyły się w dwumeczu o prawo gry w IV lidze.
Miejsce w IV lidze utrzymała Unia.
- Pierwszy mecz – 23 czerwca 2002
- Rewanż – 26 czerwca 2002

| Drużyna 1                            | Wynik dwumeczu | Drużyna 2         | Pierwszy mecz | Drugi mecz |
| ------------------------------------ | -------------- | ----------------- | ------------- | ---------- |
| Ruch II Radzionków                   | 1:5            | Unia Bieruń Stary | 1:2           | 0:3        |
| Po lewej gospodarz pierwszego meczu. |                |                   |               |            |

## Sezon 2000/2001
Pierwszy sezon funkcjonowania grupy w obecnym kształcie, powstałej w wyniku reformy systemu ligowego z 2000, przeprowadzonej w oparciu o nowy podział administracyjny kraju z 1 stycznia 1999. Stała się ona jedną z dwóch grup czwartego poziomu ligowego na terenie województwa śląskiego.
W skład grupy weszły drużyny, które uczestniczyły w poprzednim sezonie w następujących rozgrywkach:
- 11 drużyn z grupy katowicko-bielskiej ligi międzywojewódzkiej (czwarty poziom ligowy)[32]
- 3 drużyny z grupy katowicko-opolsko-częstochowskiej ligi międzywojewódzkiej[33]
- mistrzowie grup bielskiej i katowickiej III klasy okręgowej (piąty poziom ligowy)[34][35]

| Uczestnicy ligi międzywojewódzkiej 1999/2000 | Uczestnicy ligi międzywojewódzkiej 1999/2000 |
| -------------------------------------------- | -------------------------------------------- |
| grupa katowicko-bielska                      |                                              |
| Walcownia Czechowice-Dziedzice               | 3                                            |
| Pasjonat Dankowice                           | 4                                            |
| BKS Stal Bielsko-Biała                       | 5                                            |
| Beskid Skoczów                               | 6                                            |
| Victoria Jaworzno                            | 7                                            |
| Odra II Wodzisław Śląski                     | 8                                            |
| Peberow Krzanowice                           | 9                                            |
| MKS Lędziny                                  | 12                                           |
| Unia Bieruń Stary                            | 13                                           |
| Rymer Niedobczyce                            | 14                                           |
| Góral Żywiec                                 | 17                                           |

| Uczestnicy ligi międzywojewódzkiej 1999/2000 | Uczestnicy ligi międzywojewódzkiej 1999/2000 |
| -------------------------------------------- | -------------------------------------------- |
| grupa katowicko-opolsko-częstochowska        |                                              |
| Górnik Czerwionka                            | 8                                            |
| GKS II Katowice                              | 11                                           |
| Wawel Wirek                                  | 15                                           |

| Awans z klasy okręgowej 1999/2000 | Awans z klasy okręgowej 1999/2000 |
| --------------------------------- | --------------------------------- |
| grupa bielska                     |                                   |
| Mieszko Piast Cieszyn             | 1                                 |
| grupa katowicka III               |                                   |
| Unia Racibórz                     | 1                                 |

Uwaga: Mieszko Piast Cieszyn występował w sezonie 1999/2000 pod nazwą Piast Cieszyn.
| Lp. | Drużyna                        | M  | Z  | R  | P  | Bramki | Bramki | Różn. | Pkt | Uwagi                            |
| --- | ------------------------------ | -- | -- | -- | -- | ------ | ------ | ----- | --- | -------------------------------- |
| 1   | Victoria Jaworzno (M)          | 30 | 19 | 10 | 1  | 67     | 13     | +54   | 67  | Baraże o III ligę                |
| 2   | Walcownia Czechowice-Dziedzice | 30 | 16 | 8  | 6  | 49     | 33     | +16   | 56  |                                  |
| 3   | BKS Stal Bielsko-Biała         | 30 | 15 | 6  | 9  | 59     | 37     | +22   | 51  |                                  |
| 4   | MKS Lędziny                    | 30 | 15 | 5  | 10 | 49     | 34     | +15   | 50  |                                  |
| 5   | Góral Żywiec                   | 30 | 14 | 7  | 9  | 46     | 43     | +3    | 49  |                                  |
| 6   | Beskid Skoczów                 | 30 | 14 | 5  | 11 | 61     | 45     | +16   | 47  |                                  |
| 7   | Unia Bieruń Stary              | 30 | 14 | 4  | 12 | 47     | 36     | +11   | 46  |                                  |
| 8   | Pasjonat Dankowice             | 30 | 13 | 6  | 11 | 51     | 31     | +20   | 45  |                                  |
| 9   | Odra II Wodzisław Śląski       | 30 | 11 | 11 | 8  | 55     | 41     | +14   | 44  |                                  |
| 10  | Unia Racibórz                  | 30 | 11 | 6  | 13 | 39     | 42     | −3    | 39  |                                  |
| 11  | GKS II Katowice                | 30 | 12 | 2  | 16 | 53     | 46     | +7    | 38  | Przeniesiona do grupy śląskiej I |
| 12  | Wawel Wirek                    | 30 | 10 | 7  | 13 | 34     | 38     | −4    | 37  |                                  |
| 13  | Górnik Czerwionka              | 30 | 8  | 9  | 13 | 43     | 70     | −27   | 33  |                                  |
| 14  | Peberow Krzanowice             | 30 | 9  | 5  | 16 | 39     | 61     | −22   | 32  |                                  |
| 15  | Rymer Niedobczyce (S)          | 30 | 5  | 7  | 18 | 28     | 72     | −44   | 22  | Spadek do klasy okręgowej        |
| 16  | Mieszko Piast Cieszyn (S)      | 30 | 3  | 4  | 23 | 30     | 109    | −79   | 13  | Drużyna rozwiązana               |

### Baraże o III ligę
Mistrzowie obu grup IV ligi województwa śląskiego – Piast Gliwice i Victoria Jaworzno – zmierzyli się w dwumeczu o prawo gry w III lidze.
Miejsce w III lidze uzyskał Piast.
- Pierwszy mecz – 19 czerwca 2001
- Rewanż – 23 czerwca 2001.

| Drużyna 1                            | Wynik dwumeczu | Drużyna 2     | Pierwszy mecz | Drugi mecz |
| ------------------------------------ | -------------- | ------------- | ------------- | ---------- |
| Victoria Jaworzno                    | 2:4            | Piast Gliwice | 1:1           | 1:3        |
| Po lewej gospodarz pierwszego meczu. |                |               |               |            |